# 1989
سنة 1989 هي سنة بسيطة تبدأ يوم الأحد في التقويم الغريغوري، وهي السنة رقم 1989 من الحقبة العامة وبعد الميلاد، والسنة رقم 989 من الألفية الثانية، والسنة رقم 89 من القرن العشرين، والسنة العاشرة من عقد الثمانينات من القرن العشرين.
وتعتبر سنة 1989 سنة تحول في تاريخ السياسية العالمية، لأن موجة الاحتجاجات التي اجتاحت الكتلة الشرقية في أوروبا، وبدأت من بولندا والمجر بتجارب تشارك السلطة، تصاعدت لتصل إلى سقوط جدار برلين في نوفمبر، والثورة القرمزية في تشيوكوسلوفاكيا، وسقوط النظام الديكتاتوري الشيوعي في رومانيا في ديسمبر، مما أدى إلى تفكك الاتحاد السوفيتي في ديسمبر 1991. وعرفت تلك الأحداث باسم ثورات عام 1989.
وشهدت تلك السنة أول انتخابات رئاسية برازيلية في 29 عاماً، منذ نهاية النظام العسكري في 1985 والذي حكم البلاد لأكثر من عشرين سنة، وكان ذلك علامة فارقة في التحول الديمقراطي للبلاد.
وانتخب فريدريك ويليم دي كليرك رئيساً لجنوب أفريقيا، والذي عمل نظامه على تفكيك نظام الفصل العنصري تدريجياً على مدار الخمسة أعوام التالية، متوجاً ذلك بانتخابات عام 1994 ووصول نيلسون مانديلا زعيم المؤتمر الوطني الأفريقي من السجن إلى السلطة.
وظهرت في تلك السنة أول مزودين تجاريين لخدمة الإنترنت، وكذلك أول اقتراح مكتوب للشبكة العنكبوتية العالمية، وإنشاء أول خطوط إنترنت إلى نيوزيلندا واليابان وأستراليا.
كما شهدت تلك السنة ولادة أول أطفال بعد عملية تشخيص وراثي سابق للانغراس في أواخر العام، مما مثل بداية لعصر تصميم المواليد.
كما مثلت السنة بداية لفترة هيسي في اليابان، والتي استمرت حتى عام 2019.
كما أنها آخر سنة يكتب ضمن حروفها الرومانية حرف L (وقيمته خمسون).

## أحداث

### يناير

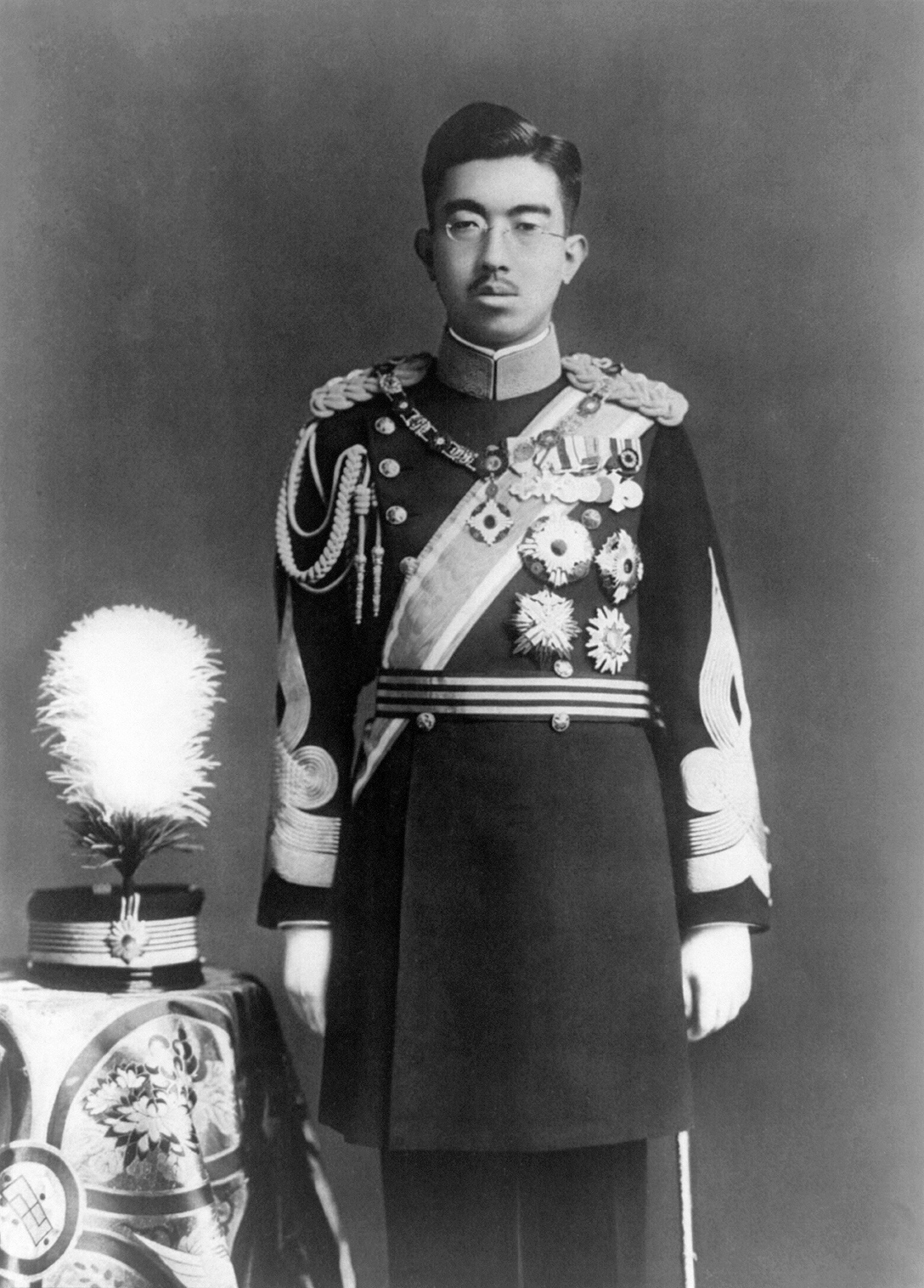
7 يناير - وفاة الإمبراطور الياباني هيروهيتو (في الصورة).

20 يناير – جورج بوش الأب يؤدي القسم لصبح الرئيس الواحد والأربعون ل

- 2 يناير – رئيس الوزراء راناسينغ بريماداسا يتولى منصب رئيس  سريلانكا.
- 4 يناير – حادثة خليج سدرة 1989: طائرتان أمريكيتان من طراز إف 14 تومكات تابعتان للبحرية الأمريكية تشتبكان مع طائرتي ليبيتين من طراز ميغ 23، وتسقطانهما.
- 7 يناير –
  - وفاة الإمبراطور الياباني هيروهيتو، وتتويج ابنه أكيهيتو ليكون إمبراطور  اليابان رقم 125، وتبدأ فترة حكم هيسي.
  - إرسال رسالة من روح الله الخميني إلى زعيم الاتحاد السوفيتي الأخير ميخائيل غورباتشوف حمّلت دعوة إلى التخلي عن العقيدة الشيوعية والالتحاق بالإسلام.
- 8 يناير – كارثة كيغوورث الجوية: تحطم طائرة بريطانية من طراز بوينغ 737، قبل هبوطها في مطار إيست ميدلاندز، ومقتل 47 شخص.
- 10 يناير – انسحاب القوات الكوبية من  أنغولا، تنفيذا لقرار مجلس الأمن رقم 626 ومحادثات نيويورك.
- 15 يناير –
  - خمس وثلاثون دولة أوروبية تجتمع في فيينا، وتتفق على التشدد في تطبيق حقوق الإنسان وتحسين التجارة بين دولها الشرقية والغربية.
  - أسبوع بالاك: هجوم الشرطة على مظاهرة مؤيدة للديمقراطية في براغ عاصمة تشيكوسلوفاكيا.
- 17 يناير – باتريك بوردي يقتل خمسة أطفال ويجرح ثلاثين، ثم ينتحر بإطلاق النار، في ستوكتون في كاليفورنيا.
- 18 يناير –
  - حزب العمال المتحدين البولندي يصوت على تقنين حركة تضامن.
  - أنتي ماركوفيتش يخلف برانكو ميكوليتش رئيساً لوزراء يوغوسلافيا.
- 20 يناير – جورج بوش الأب يؤدي القسم لصبح الرئيس الواحد والأربعون ل الولايات المتحدة.
- 23 يناير – زلزال قوي يضرب جمهورية طاجكستان الاشتراكية السوفيتية ويقتل حوالي 275.
- 23 – 24 يناير – مدنيون يساريون مسلحون يهاجمون ويحتلون لفترة وجيزة قاعدة عسكرية أرجنتينية قرب العاصمة بوينس آيريس.
- 24 يناير – ولاية فلوريدا تنفذ حكم الإعدام في تيد باندي بالكرسي الكهربائي لقتله شابتين.
- 29 يناير –  المجر أول دولة في الكتلة الشرقية تقيم علاقات دبلوماسية مع  كوريا الجنوبية.

### فبراير

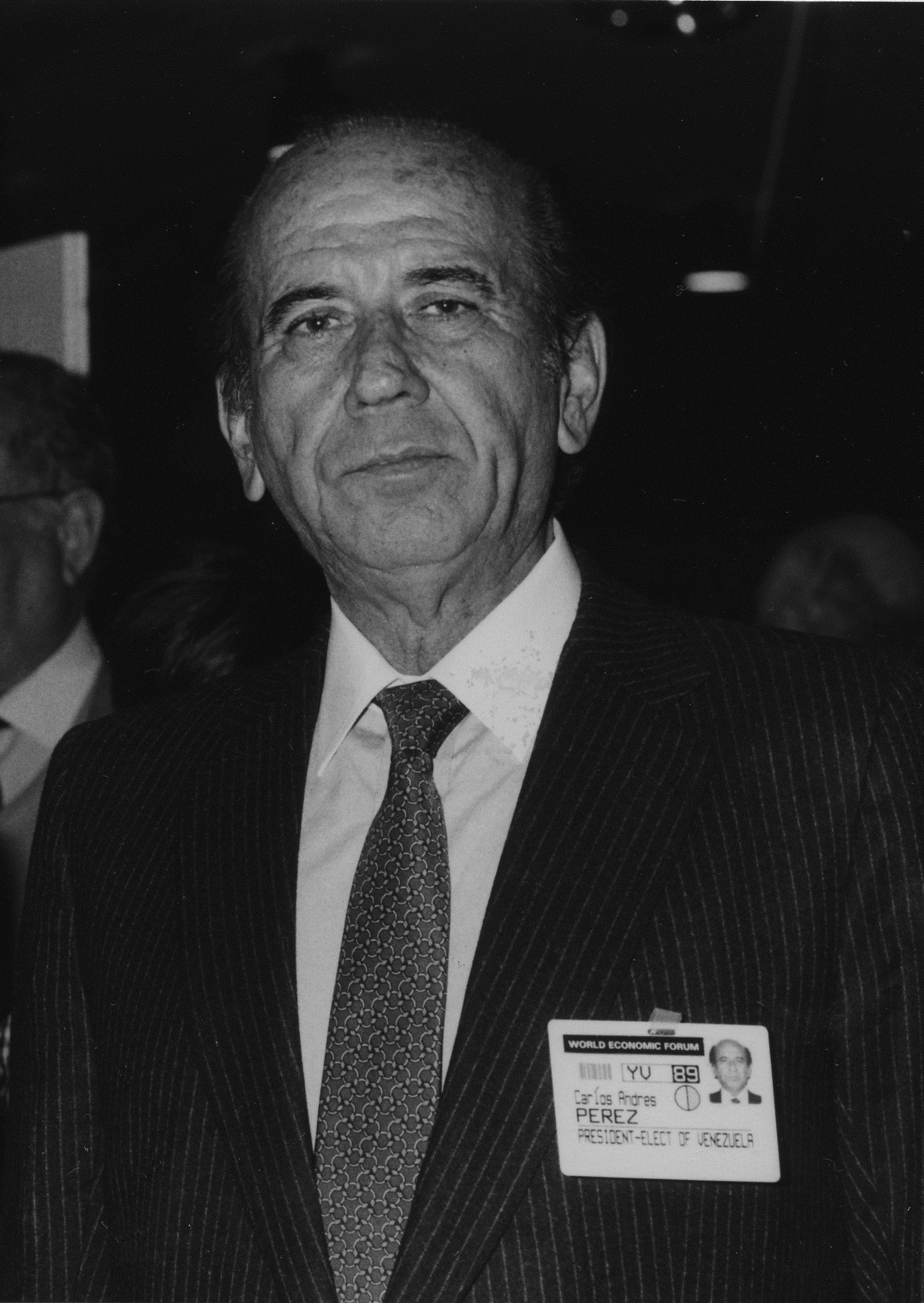
2 فبراير - كارلوس أندريس بيريز يتولى منصب رئيس

- 1 فبراير –  أستراليا: جوان كيرنر تصبح أول نائبة امرأة لرئيس الوزراء، بعد استقالة روبرت فوردهام.
- 2 فبراير –
  - الحرب السوفيتية في أفغانستان: رحيل آخر جندي من كابول، منهياً تسع سنوات من الاحتلال السوفيتي لأفغانستان.
  - كارلوس أندريس بيريز يتولى منصب رئيس  فنزويلا.
  - إطلاق شبكة قنوات سكاي تيليفيجن بي إل سي عبر الأقمار الصناعية في أوروبا.
- 3 فبراير –
  - انقلاب عسكري في  باراغواي يطيح بحكم الديكتاتور ألفريدو ستروسنر، الذي حكم البلاد منذ عام 1954.
  - استقالة رئيس  جنوب إفريقيا بيتر ويليم بوتا من منصب زعيم الحزب الوطني، بعد تعرضه لأزمة قلبية.
- 5 فبراير – انطلاق شبكة قنوات يوروسبورت المتعددة اللغات والمختصة بالرياضة، من مدينة إيسي لي مولينو في إيل دو فرانس في العاصمة الفرنسية باريس.
- 6 فبراير – حكومة جمهورية بولندا الشعبية تجري محادثات مع ممثلين عن حركة تضامن للمرة الأولى منذ عام 1981.
- 7 فبراير –  جامايكا: الحزب الوطني الشعبي بقيادة مايكل مانلي يفوز بالانتخابات العامة.
- 10 فبراير –
  - رون براون ينتخب رئيساً للجنة الوطنية الديمقراطية، ليكون أول أمريكي من أصول أفريقية يقود حزباً سياسياً رئيسياً في  الولايات المتحدة.
  - الرئيس الأمريكي جورج بوش الأب يلتقي رئيس الوزراء الكندي برايان مولروني في أوتاوا، ويضعون الأسس لاتفاقية المطر الأسيدي لعام 1991، وهي اتفاقية لحماية البيئة ومكافحة التلوث الهوائي.
- 11 فبراير – باربارا هاريس تصبح أول امرأة ترسم أسقفاً للكنيسة الإبيسكولية في  الولايات المتحدة (وبالتالي أول امرأةً تصبح أسقفاً في مجتمع الكنائس الأنجليكانية في العالم).
- 14 فبراير –
  - شركة يونيون كاربايد توافق على دفع تعويضات للحكومة الهندية تقدر بـ 470 مليون دولار أمريكي، عن الأضرار الناتجة عن كارثة بهوبال 1984، وهي تسرب غاز قتل 3700 شخصاً.
  - إصدار فتوى من المرجع الديني روح الله الموسوي الخميني بإباحة دم الكاتب البريطاني سلمان رشدي بسبب روايته «آيات شيطانية».
  - إرسال أول الأقمار الصناعية الأربعة والعشرين ضمن نظام التموضع العالمي (المعروف باسم جي بي إس GPS).
- 15 فبراير –
  - نهاية الغزو السوفييتي لأفغانستان والتي بدأت في 25 ديسمبر 1979، عندما أعلن  الاتحاد السوفيتي انسحاب كافة قواته من  أفغانستان.
  -  سريلانكا: بعد حملة انتخابية شهدت أعمال عنف ومقتل أكثر من ألف شخص، يفوز الحزب الوطني المتحد بالانتخابات البرلمانية في  سريلانكا.
- 16 فبراير – طائرة الرحلة 103 التابعة لبان إم: المحققون يعلنون سبب التحطم في عام 1988، كان قنبلة مخبأة في جهاز كاسيت على متن الطائرة.
- 17 فبراير –
  - تأسيس اتحاد المغرب العربي.
  - شرطة  جنوب إفريقيا تدهم بيت ويني مانديلا زوجة نيلسون مانديلا، وتعتقل أربعة من حراسها الشخصيين.
- 23 فبراير – لجنة الشؤون العسكرية في مجلس الشيوخ الأمريكي، يرفض مرشح الرئيس جورج بوش الأب لوزارة الدفاع جون تاور، بعد جلسة استماع طويلة وبنتيجة 11 إلى 9.
- 23 – 27 فبراير – الرئيس الأمريكي بوش يزور اليابان والصين وكوريا الجنوبية، ويحضر جنازة هيروهيتو، ثم يلتقي بالرئيس الصيني دنغ شياو بنغ، والرئيس الكوري الجنوبي روو تاي وو.
- 24 فبراير –
  - إقامة جنازة الإمبراطور الياباني هيروهيتو بحضور ممثلين عن 160 دولة.
  - آيات شيطانية:  إيران ترصد مكافأة قدرها ثلاثة ملايين دولار أمريكي، لرأس المؤلف سلمان رشدي.
  - ثورة الغناء: رفع العلم الإستوني على برج بيك هيرمان في العاصمة تالين، بعد أكثر من 44 عاماً.
- 27 فبراير – اندلاع موجة احتاجات ونهب عرفت باسم «كاراكازو» في  فنزويلا.

### مارس

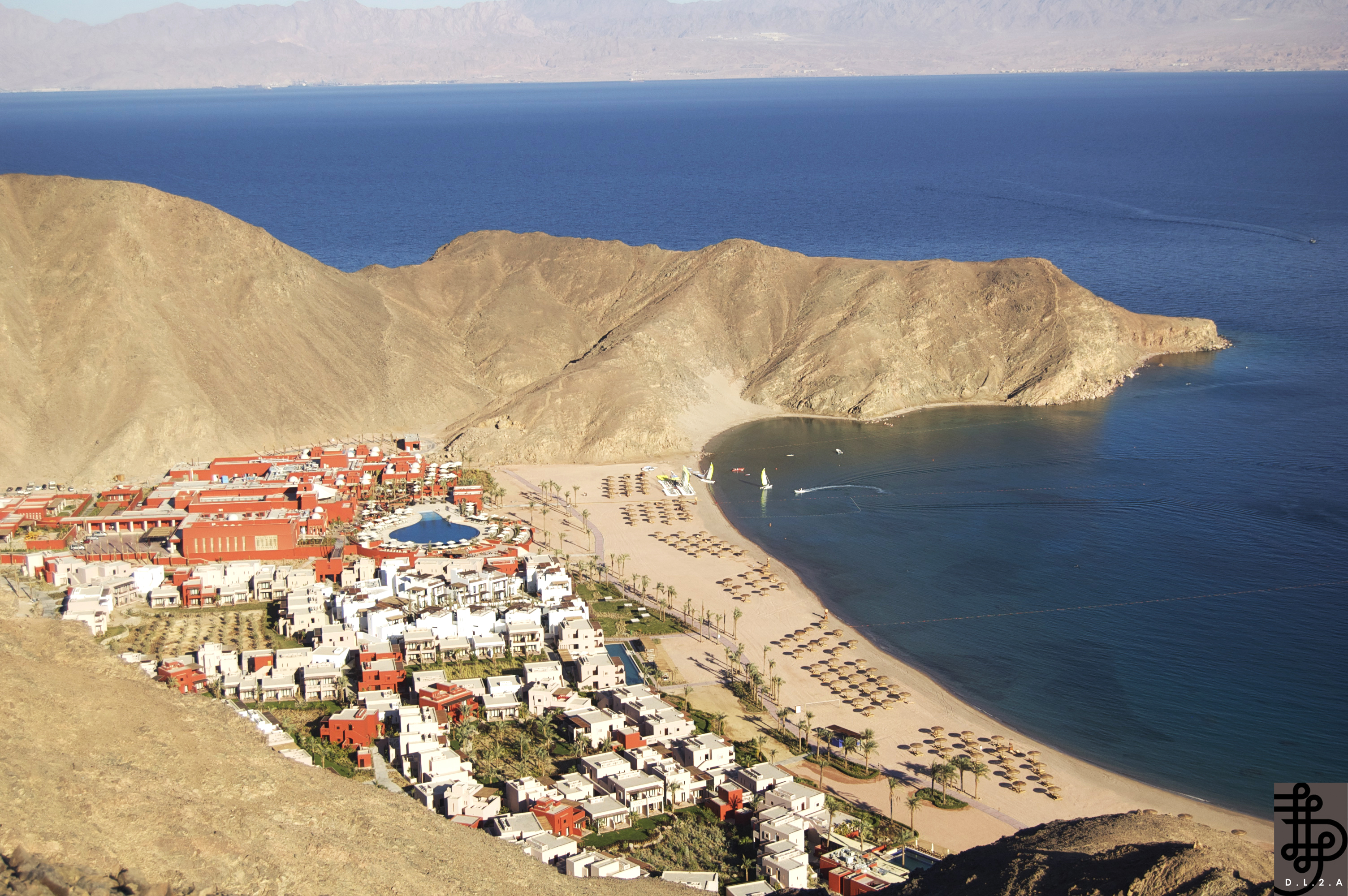
15 مارس – تسلم طابا (في الصورة) إلى ، وانتهاء نزاع حدودي استمر لسبع سنوات

- بولندا تبدأ في تحرير عملتها في خطوة تجاه الرأسمالية.
- 1 مارس –
  - توقيع اتفاقية برن في  الولايات المتحدة، وهي اتفاقية دولية لحقوق الملكية الفكرية.
  - إعلان حظر التجول في كوسوفو، التي استمرت فيها المظاهرات حول التهديد المزعوم للأقلية الصربية.
  -  آيسلندا ترفع الحظر عن البيرة بعد 74 عاماً، وتحتفل منذ ذلك اليوم بيوم البيرة.
- 2 مارس – اثنا عشر دولة في السوق الأوروبية توافق على حظر إنتاج جميع منتجات مادة كلوروفلوروكربون (المعروفة اختصاراً CFC) بحلول نهاية القرن، وهي المادة المسببة لثقب الأوزون.
- 3 مارس – جامو سلفاتوري يخطف ويقتل فتاتين تبلغان ثماني سنوات في ضاحية ميليبورو في هلسنكي عاصمة  فنلندا.
- 7 مارس – آيات شيطانية: إيران تقطع علاقاتها الدبلوماسية مع  المملكة المتحدة بسبب رواية آيات شيطانية لسلمان رشدي.
- 9 مارس –  الاتحاد السوفيتي يقدم اقتراحاً لإنشاء المحكمة العالمية.
- 13 مارس –
  - عاصفة جيومغناطيسية تتسبب بانهيار نظام الكهرباء في كيبيك، وانقطاع الكهرباء عن حوالي ستة ملايين شخص لمدة تسع ساعات. كما حدث انقطاع في التيار الكهربي في مناطق في شمال الولايات المتحدة والسويد، وشوهد الشفق القطبي فوق ولاية تكساس.
  - تيم بيرنز لي يكتب الوثيقة الاقتراحية التي أصبحت الأساس للشبكة العنكبوتية العالمية.
- 14 مارس –
  - الحد من الأسلحة: الرئيس الأمريكي جورج بوش الأب يحظر استيراد أسلحة معينة تصنف كأسلحة هجومية، إلى  الولايات المتحدة.
  -  لبنان: الجنرال المسيحي ميشيل عون يعلن حرب تحرير  لبنان من القوات السورية وحلفائها.
- 15 مارس –
  -  إسرائيل تسلم طابا إلى  مصر، وانتهاء نزاع حدودي استمر لسبع سنوات.
  - مظاهرات ضخمة في  المجر للمطالبة بالديمقراطية.
- 16 مارس – اللجنة المركزية للحزب الشيوعي السوفيتي يوافق على إصلاحات زراعية تسمح للمزارعين بتأجير مزارع حكومية مدى الحياة.
- 17 مارس –
  - انهيار برج سيفيك في برافيا، المبني في القرن الحادي عشر.
  - انتخاب ألفريدو كريستياني رئيساً للسلفادور.
- 19 مارس – الاحتفال بتحرير طابا المصرية.
- 20 مارس – رئيس الوزراء الأسترالي بوب هوك ينتحب في لقاء على التلفزيون الوطني، وهو يعترف بارتكابه الخيانة الزوجية.
- 22 مارس –
  - كلينت مالارتشوك لاعب نادي بافالو سيبرز أحد أندية دوري الهوكي الوطني، يتعرض لإصابة شبه قاتلة حين يجرح أحد اللاعبين حنجرته بطريق الخطأ.
  - الكويكب أسكليبيوس 4581 يقترب من الأرض على بعد 700 ألف كم.
- 23 مارس – ستانلي بونس ومارتن فلايشمان يعلنان نجاحهما في تحقيق الاندماج البارد في جامعة يوتاه.
- 23 – 28 مارس – جمهورية صربيا الاشتراكية تقرر تعديلات دستورية تلغي الحكم الذاتي لإقليم كوسوفو الاشتراكي ذاتي الحكم، وتشعل ستة أيام من الشغب على يد الأغلبية الألبانية، يُقتل خلالها حوالي 29 شخصاً.
- 24 مارس – تسرب إكسون فالديز النفطي: حقل إكسون فالديز الواقع في لسان برينس وليام البحري في ألاسكا، يسرب ما مقداره 240 ألف برميل من النفط.
- 26 مارس – أول انتخابات تنافسية للبرلمان السوفيتي، في مجلس نواب الشعب، تسفر عن خسارة الحزب الشيوعي.
- 29 مارس – حفل جوائز الأكاديمية الواحد والستين (الأوسكار) في قاعة شراين في لوس أنجلس، وفوز فيلم رجل المطر بجائزة أفضل فيلم.

### أبريل

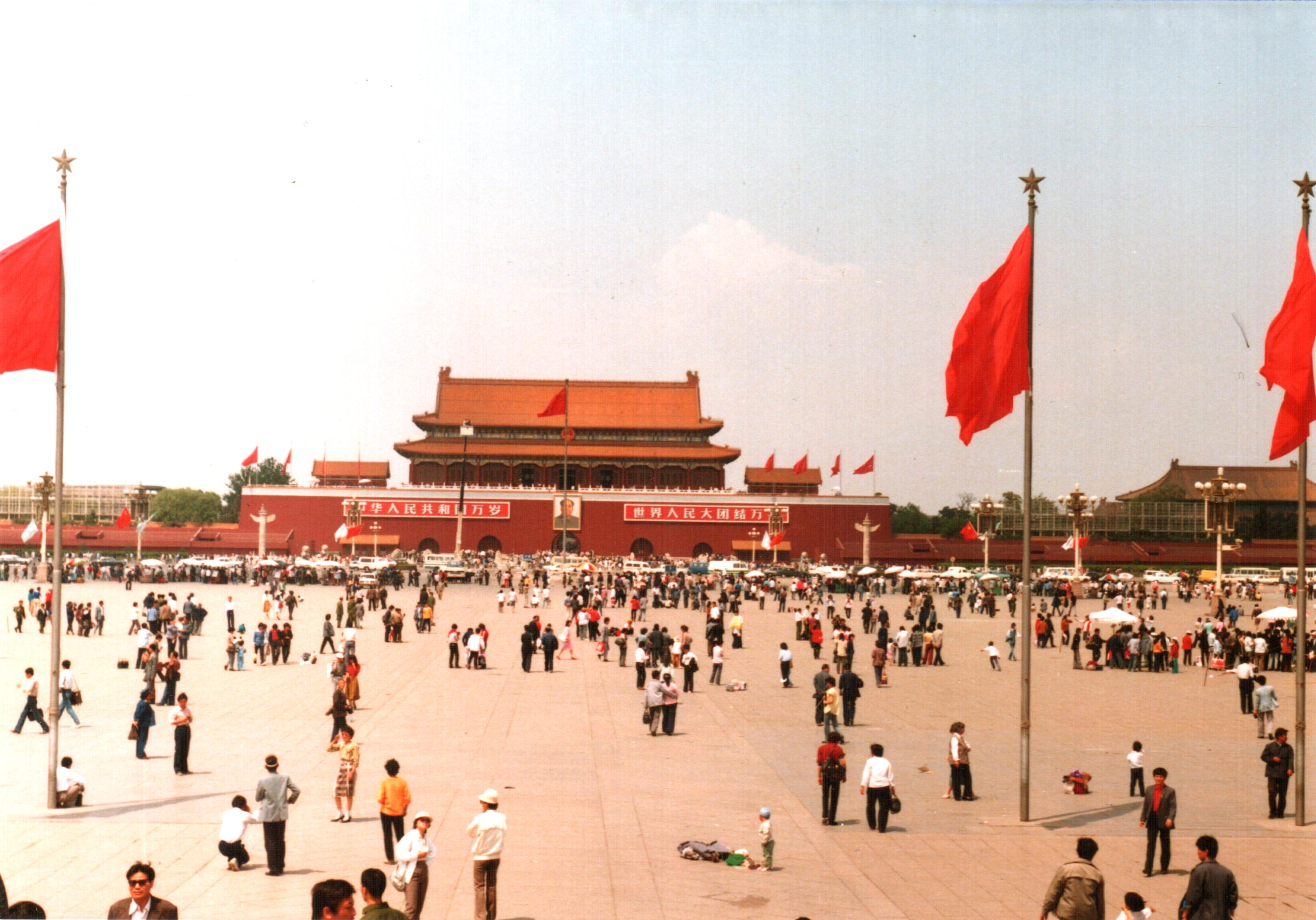
21 أبريل - ساحة تيانانمن في بيكين التي اندلعت فيها المظاهرات

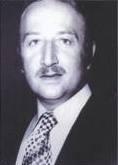
23 أبريل – استقالة رئيس الوزراء الأردني زيد الرفاعي، بعد اندلاع مظاهرات ضد الأحوال الاقتصادية السيئة في فيما يعرف باسم هبة نيسان 1989

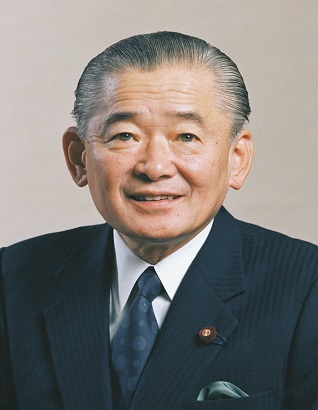
25 أبريل – استقالة رئيس الوزراء الياباني نوبورو تاكيشتا بعد انكشاف فضيحة تداول الأسهم.

- 1 أبريل – قانون الضرائب المحلية الجديد الذي قدمته مارغريت ثاتشر، والذي أثار موجات من الاحتجاجات، يطبق في سكوتلاندا، وسيطبق في  إنجلترا و ويلز في العام التالي.
- 2 أبريل – جنوب غرب أفريقيا ( ناميبيا حالياً): اندلاع القتال بين حركة سوابو والشرطة الحكومية جنوب غرب أفريفيا في يوم بدء تنفيذ هدنة إطلاق النار التي يفترض أن تنهي حرب الحدود الجنوب أفريقية المعروفة باسم حرب الاستقلال الناميبية، وذلك تنفيذاً لقرار مجلس الأمن 435. وقتل في تلك الأحداث التي استمرت حتى يوم 6 أبريل حوالي 300 شخصاً.
- 4 أبريل – انقلاب عسكري فاشل ضد رئيس  هايتي بروسبر أفريل، يؤدي إلى مواجهات مسلحة بين القوات المتمردة والحكومة، انتهت يوم 10 أبريل، واستعادت الحكومة السيطرة على البلاد.
- 5 أبريل – الحكومة البولندية وحركة تضامن يوقعان اتفاقاً لإعادة حركة تضامن إلى الوضع القانوني، ويتفقان على تنظيم انتخابات ديمقراطية في 4 يونيو (فيما يعرف باتفاق الدائرة المستديرة البولندي)، والتي تعتبر بداية لثورة 1989 وسقوط الشيوعية في وسط أوروبا.
- 7 أبريل – الغواصة السوفيتية كي 278 كومسوموليتس تغرق في بحر بارنتس، ومقتل 31.
- 9 أبريل –
  - مذبحة تبليسي: جنود الجيش الأحمر يقتلون متظاهرين في ميدان تبليسي الرئيسي خلال مسيرة سلمية. قتل عشرين مدنياً وجرح الكثيرون. وأدى ذلك إلى توسع المظاهرات.
  - خلافات حول حقوق الرعي تشعل الحرب الموريتانية السنغالية الحدودية.
- 15 أبريل –
  - وفاة الأمين العام السابق للحزب الشيوعي الصيني هو ياوبانغ، تؤدي بعد أسبوع إلى اندلاع مظاهرات ساحة تيانانمن في  الصين، للمطالبة بالإصلاحات.
  - كارثة هيلزبورو أحد أكبر المآسي في تاريخ كرة القدم الأوروبية، حيث مات 96 من مشجعي نادي ليفربول الإنجليزي.
- 17 أبريل –  بولندا: حركة تضامن تنال الاعتراف القانوني ويُسمح لها بالمشاركة في انتخابات شبه حرة في الرابع من يونيو.
- 19 أبريل –
  - قضية سنترال بارك: الهجوم على تريشا ميلي أثناء ممارستها رياضة الركض في سنترال بارك في مدينة نيويورك، وظلت هويتها سرية لسنوات، وكان يشار إليها باسم «راكضة سنترال بارك».
  - انفجار برج السفينة الحربية الأمريكية يو إس إس آيوا، ومقتل 47 من طاقم السفينة.
- 20 أبريل – حلف الناتو يناقش تطوير الصواريخ قصيرة المدى، بتأييد المملكة المتحدة والولايات المتحدة، ومعارضة ألمانيا الغربية بقيادة هيلموت كول، ويتم تأجيل القرار.
- 21 أبريل – مظاهرات ساحة تيانانمن في  الصين: طلاب صينيون من بيكين وشانغهاي وشيان ونانجينغ يتظاهرون في ميدان تيانانمن في العاصمة الصينية بيكين.
- 23 أبريل – استقالة رئيس الوزراء الأردني زيد الرفاعي، بعد اندلاع مظاهرات ضد الأحوال الاقتصادية السيئة في  الأردن فيما يعرف باسم هبة نيسان 1989.
- 25 أبريل –
  - استقالة رئيس الوزراء الياباني نوبورو تاكيشتا بعد انكشاف فضيحة تداول الأسهم.
  - شركة موتورولا تصدر هاتفها المحمول من طراز موتورولا ميكرو تاك، وكان في وقتها أصغر هاتف محمول في العالم.
- 26 أبريل –
  - تكليف زيد بن شاكر رئيساً لوزراء الأردن، خلفاً لزيد الرفاعي عقب موجة المظاهرات المعروفة بهبة نيسان 1989.
  - إعصار داولاتبور ساتوريا أكثر الأعاصير المميتة في تاريخ بنغلاديش، يقتل حوالي 1300 شخص في مقاطعة داكا في بنغلاديش.
- 27 أبريل – مظاهرة ضخمة في بيكين ضمن مظاهرات ساحة تيانانمن في  الصين.

### مايو

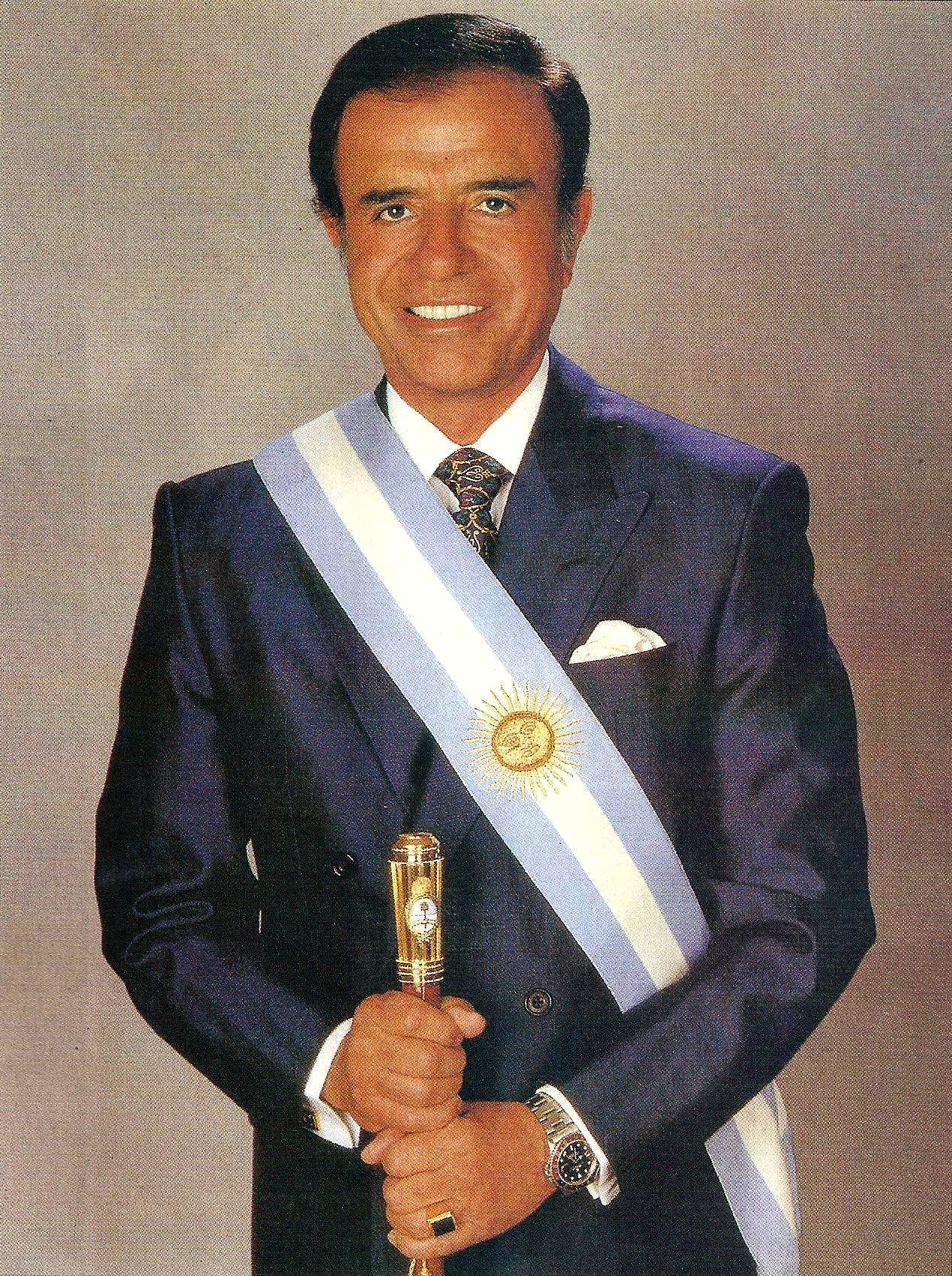
14 مايو - كارلوس منعم يفوز بالانتخابات الرئاسية في

- الاتحاد السوفيتي يصدر أول بطاقة ائتمان (فيزا كارد) كخطوة في رقمنة النظام البنكي.
- 1 مايو – أندريس رودريغيز، الذي استولى على السلطة وأعلن نفسه رئيساً لباراغواي في انقلاب عسكري في فبراير السابق، يفوز في انتخابات عامة شابتها تهم التزوير.
- 2 مايو –
  - أول تصدع في الستار الحديدي: المجر تزيل سوراً من الأسلاك الشائكة طوله 240 كم على طول حدودها مع النمسا.
  - انهيار الحكومة الائتلافية في  هولندا بقيادة رئيس الوزراء رود لوبرس، نتيجة لخلاف حول خطة لمكافحة التلوث.
- 3 مايو – الحرب الباردة: البيريسترويكا: البدء في بناء أول مطعم ماكدونالدز في الاتحاد السوفيتي في موسكو. وسيُفتتح في 31 يناير 1990.
- 4 مايو – أوليفر نورث يُدان بتهم تتعلق بفضيحة إيران كونترا. وأسقطت الإدانة في الاستئناف في عام 1991 بسبب شهادته المحصنة.
- 9 مايو – أندرو بيكوك يزيل جون هاوارد من زعامة المعارضة في أستراليا.
- 10 مايو – حكومة رئيس بنما مانويل نورييغا تلغي نتائج الانتخابات الرئاسية في 7 مايو، والتي خسر فيها نورييغا لصالح غيليرمو إندارا.
- 11 مايو – الرئيس الأمريكي بوش يأمر بإرسال قوات أمريكية وعددها 1900 جندي إلى  بنما لحماية الأمريكيين.
- 12 – 25 مايو – كارثة قطار سان برناردينو: قطار شحن تابع لشركة ساوثرن باسيفيك يخرج عن القضبان في منطقة سكنية في مدينة سان برناردينو في ولاية كاليفورنيا الأمريكية، ويقتل أربعة ويدمر سبعة منازل. وفي 25 مايو وكنتيجة لخروج القطار عن القضبان ينفجر خط أنابيب كالنيف، ويقتل شخصين ويدمر 11 منزلاً و21 سيارة.
- 14 مايو –
  - ميخائيل غورباتشوف يزور الصين، في أول زيارة لزعيم سوفيتي منذ نيكيتا خروتشوف في الستينات، منهياً فترة الشقاق بين الصين والاتحاد السوفيتي.
  - كارلوس مينيم يفوز بالانتخابات الرئاسية في  الأرجنتين.
- 15 مايو – افتتاح جامعة بوند أول جامعة خاصة في  أستراليا.
- 16 مايو – محاولة انقلاب في  إثيوبيا: ضباط عسكرين كبار يقومون بمحاولة انقلاب عسكري بعد ساعات على مغادرة الرئيس منغستو هيلا مريام في زيارة إلى ألمانيا الشرقية.
- 17 مايو – أكثر من مليون صيني يتظاهرون في مسيرات عبر بيكين مطالبين بالديمقراطية. واستدعى ذلك التدخل العسكري من النظام.
- 19 مايو –
  - احتجاجات أورومتشي 1989: مسلمو الأيوغور والهوي يتظاهرون أمام مقر الحزب الشيوعي الصيني في ميدان الشعب بأورومتشي في الصين.
  - مظاهرات ساحة تيانانمن: الأمين العام للحزب الشيوعي الصيني زاو زيانغ يلتقي المتظاهرين في ساحة تيانانمن.
  - استقالة رئيس وزراء إيطاليا تشيرياكو دي ميتا.
- 20 مايو – مظاهرات ساحة تيانانمن: إعلان الأحكام العرفية في بيكين.
- 29 مايو –
  - احتجاجات الأرجنتين 1989: بعد اندلاع أعمال نهب للأغذية من المحال التجارية بسبب التضخم ونقص الغذاء، تفرض الحكومة الأرجنتينية حالة الطوارئ في كافة أنحاء البلاد.
  - بوريس يلتسين يفوز بمقعد في مجلس السوفيت الأعلى في الاتحاد السوفيتي.
  - مظاهرات ساحة تيانانمن: الطلاب المتظاهرون يكشفون النقاب عن تمثال «إلهة الديمقراطية» بارتفاع عشرة أمتار، في ساحة تيانانمن.
  - حلف الناتو يوافق على المناقشة مع الاتحاد السوفيتي بشأن تقليص عدد الأسلحة النووية قصيرة المدى في أوروبا.
  - محاولة اغتيال ميغيل مازا ماركيز مدير مقاطعة سيغوريداد، في بوغوتا عاصمة كولومبيا، على يد عناصر كارتل ميديلين، أحد أكبر كارتلات المخدرات في كولومبيا، وأسفرت عن مقتل أربعة وجرح 37.
- 31 مايو – ستة عناصر من ميليشيا حركة توباك أمارو الثورية في  بيرو، يقتلون ثماني مثليين ومتحولين جنسياً في مدينة تارابوتو.

### يونيو

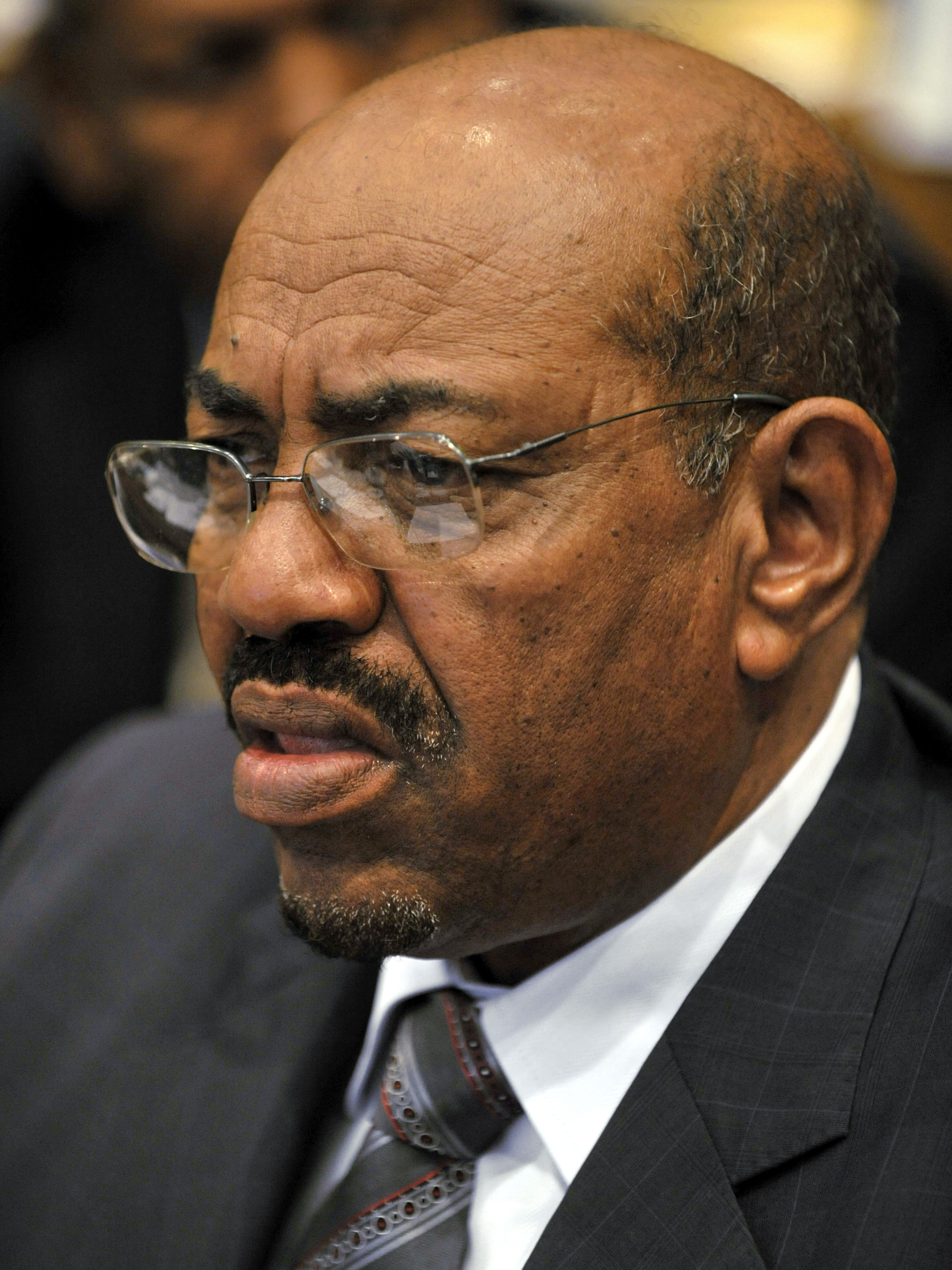
30 يونيو - عمر البشير يقوم بانقلاب عسكري في

- 1 – 10 يونيو – البابا يوحنا بولس الثاني يزور  النرويج و آيسلندا و فنلندا و الدنمارك و السويد.
- 2 يونيو – سوسوكي أونو يخلف نوبورو تاكيشيتا رئيساً لوزراء  اليابان.
- 3 يونيو – اندلاع الاشتباكات في جمهورية أوزبكستان الاشتراكية السوفيتية بين المنتمين لعرقية الأوزبك والأقلية التركية. ومقتل أكثر من مائة شخص في الأحداث التي استمرت حتى 15 يونيو.
- 4 يونيو –
  - مظاهرات ساحة تيانانمن: دخول القوات العسكرية إلى بيكين باتجاه ساحة تيانانمن، وتغطية المواجهات الأخيرة على التلفاز.
  - الانتخابات التشريعية البولندية: فوز حركة تضامن في الجولة الأولى، وهو أول انتصارات ثورات 1989 المضادة للشيوعية في وسط أوروبا وشرق أوروبا.
  - كارثة قطار أوفا: انفجار غاز طبيعي قرب مدينة أوفا في  روسيا، يقتل 645 شخصاً، حين سبب مرور قطارين واحتكاكهما في إلقاء شرارة قرب خط غاز مسرب.
  - بدء تقنية التلفاز عالي الدقة (HDTV)لأول مرة في العالم في  اليابان.
- 5 يونيو – متظاهر صيني مجهول يعرف باسم «رجل الدبابة»، يقف في مواجهة رتل من الدبابات العسكرية في شارع تشانغان في بيكين، وعطل سيرها مؤقتاً. وتشكل هذه الحادثة صورة أيقونية عالمية بين الصور التي التقطها المراسلون الغربيون للأحداث في مظاهرات ساحة تيانانمن.
- 7 يونيو – طائرة الرحلة 764 التابعة لشركة سورينام إيروايز تتحطم في باراماريبو في  سورينام، ومقتل 176 شخصاً.
- 12 يونيو – معرض كوركوران الفني في واشنطن العاصمة يزيل معرض الصور الفوتوغرافية المثلية للمصور روبرت مابلثورب.
- 13 يونيو – العثور على حطام السفينة الحربية الألمانية بيسمارك، التي غرقت في 1941، على بعد 960 كم غرب بريست في  فرنسا.
- 15 يونيو – الانتخابات العامة الأيرلندية: فشل حزب فيانا فايل بزعامة تشارلز هوهي في الحصول على الأغلبية.
- 16 يونيو – حشد من 250 ألف شخص يتجمعون ميدان الأبطال في بودابست عاصمة  المجر، في مراسم إعادة الدفن التاريخ لإمري ناغي رئيس الوزراء المجري السابق الذي أعدم في عام 1958.
- 18 يونيو – في أول انتخابات تشريعية يونانية لذلك العالم، تفقد الحركة الاشتراكية اليونانية بزعامة رئيس الوزراء أندرياس باباندريو، سيطرتها على البرلماني اليوناني.
- 21 يونيو – الشرطة البريطانية تلقي القبض على 250 شخصاً لاحتفالهم بعيد منتصف الصيف في ستونهينج.
- 22 يونيو – افتتاح أول جامعات أيرلندية منذ الاستقلال في عام 1922 وهي جامعة مدنية دبلين وجامعة لامريك.
- 24 يونيو – جيانغ زيمين يصبح الأمين العام للحزب الشيوعي الصيني.
- 30 يونيو – انقلاب عسكري في جمهورية  السودان بقيادة عمر البشير يطيح بالحكومة المدنية لرئيس الوزراء الصادق المهدي.

### يوليو

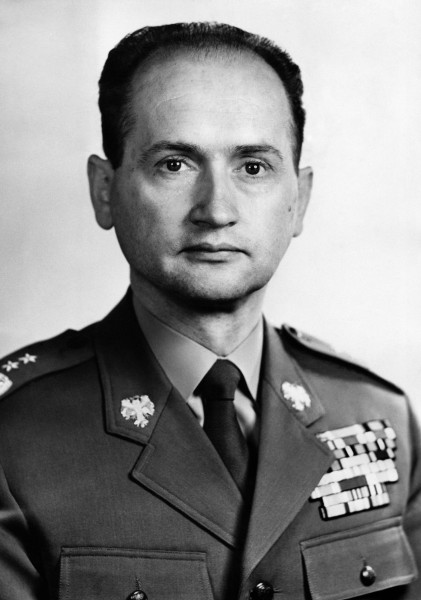
19 يوليو - انتخاب فويتشخ ياروزلسكي رئيساً ل وهو آخر رئيس شيوعي للبلاد

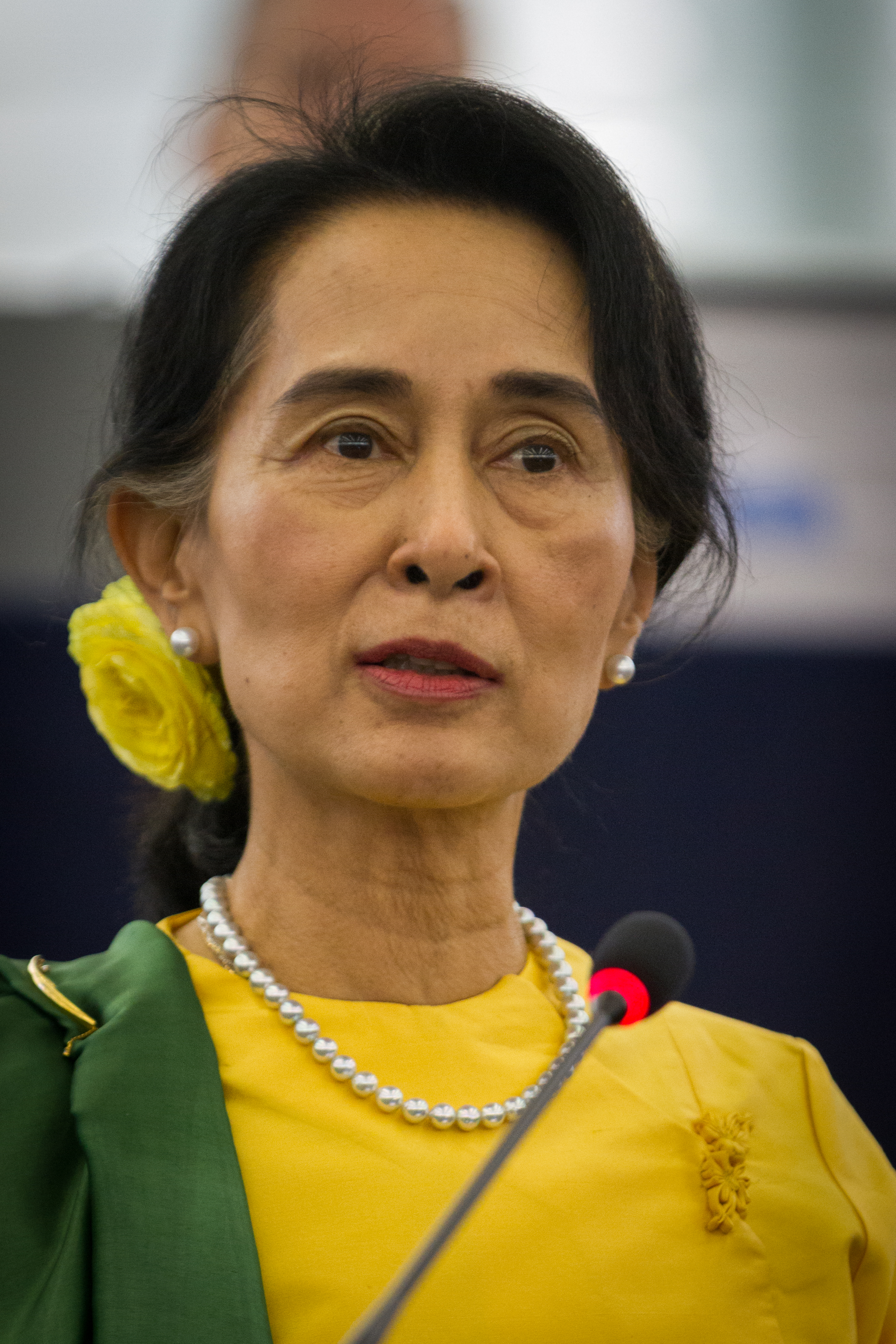
20 يوليو – وضع زعيمة المعارضة في أون سان سو تشي تحت الإقامة الجبرية في منزلها

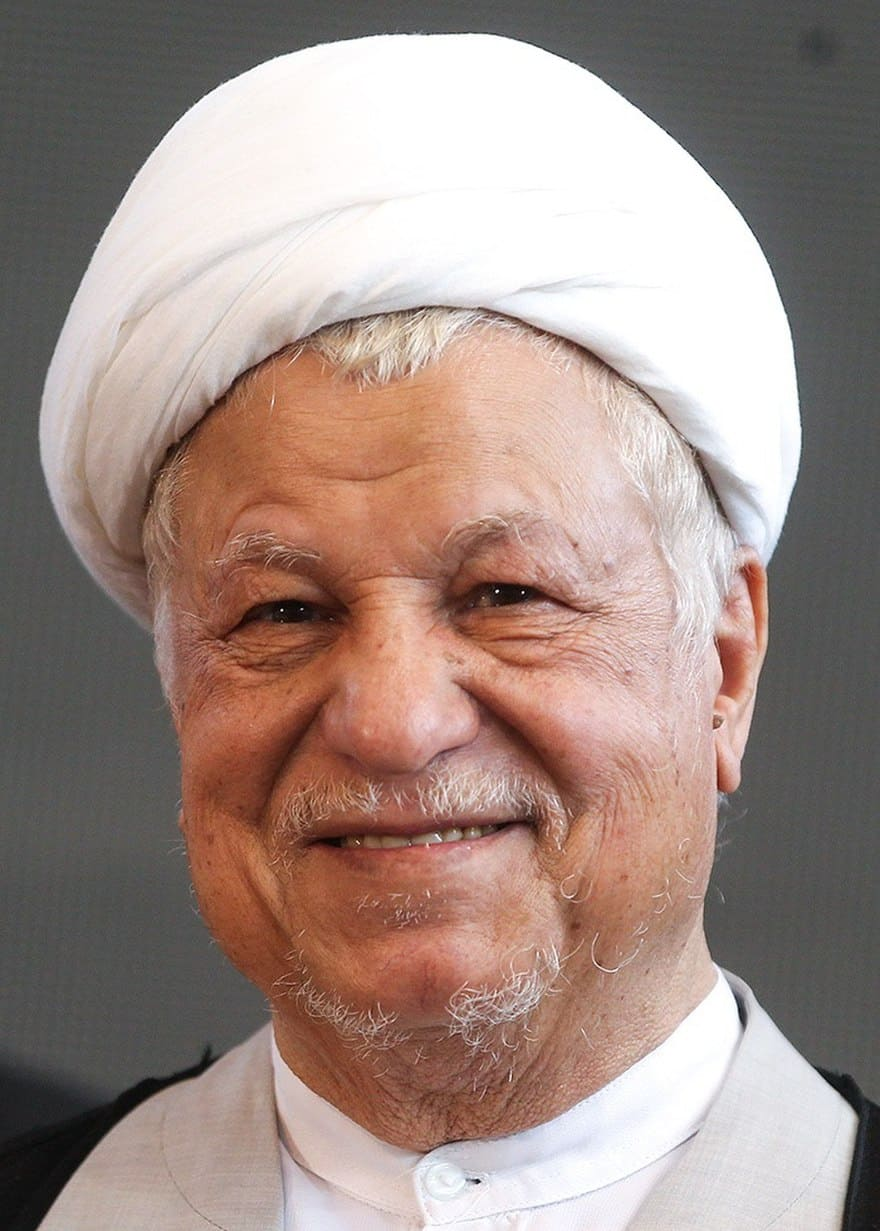
28 يوليو – انتخاب أكبر هاشمي رفسنجاني رئيساً لإيران

- 2 يوليو – استقالة أندرياس باباندريو رئيس وزراء  اليونان، وتتشكل حكومة جديدة برئاسة تزانيس تزانيتاكيس.
- 5 يوليو –
  - رئيس  جنوب إفريقيا بيتر ويليم بوتا يلتقي مع نيلسون مانديلا السجين صاحب السبعين عاماً، وجهاً لوجه للمرة الأولى.
  - بدء بث المسلسل التلفزيوي الكوميدي الأمريكي «ساينفيلد» في  الولايات المتحدة.
- 6 يوليو – أول عملية انتحارية فلسطينية في  إسرائيل، في في تفجير حافلة إيجد 405 على الطريق السريع بين تل أبيب والقدس.
- 9 – 12 يوليو – الرئيس الأمريكي جورج بوش الأب يسافر إلى  بولندا و المجر لتعزيز الوجود الأمريكي في الاقتصاد والاستثمار.
- 10 يوليو – إضراب 300 ألف من عمال المناجم في سيبريا، مطالبين بظروف معيشية أفضل وبيروقراطية أقل. وكان أكبر إضراب عمالي سوفيتي منذ العشرينات.
- 12 يوليو –
  - جمهورية أيرلندا: تشارلز هوهي يعود للسلطة بين تشكيل حزبه فيانا فايل ائتلافاً مع الديمقراطيين التقدميين.
  - افتتاح «عالم لوت» Lotte World وهو مجمع ترفيهي ضخم في سول عاصمة  كوريا الجنوبية، والذي يحتوي على أكبر حديقة ملاهي مغطاة في العالم.
- 14 – 16 يوليو – انعقاد قمة مجموعة الدول الصناعية السبع الخامسة عشر، ويدعو قادتها إلى فرض قيود على الانبعاثات الغازية.
- 17 يوليو –
  - قاذفة القنابل الأمريكية نورثروب غرومان بي 2 سبيرت تقوم بأولى طلعاتها في  الولايات المتحدة.
  -  بولندا و  الفاتيكان يعيدان العلاقات الدبلوماسية بعد قطيعة دامت خمسين عاماً.
- 18 يوليو – معجب مهووس يقتل الممثلة الأمريكية ريبيكا شيفر، وأدى ذلك إلى تشديد قوانين التطفل في ولاية كاليفورنيا.
- 19 يوليو –
  - الانتخابات الرئاسية البولندية: الجمعية الوطنية لجمهورية بولندا تنتخب فويتشخ ياروزلسكي رئيساً للجمهورية، وهو آخر رئيس شيوعي للبلاد.
  - طائرة الرحلة 232 التابعة لشركة يونايتد إيرلاينز (وهي من نوع دوغلاس دي سي 10) تتحطم في سيوكس سيتي في ولاية آيوا الأمريكية، ومقتل 112 من 184 ممن كانوا على متن الطائرة.
- 20 يوليو – وضع زعيمة المعارضة في  ميانمار أون سان سو تشي تحت الإقامة الجبرية في منزلها. وسيطلق سراحها في عام 2010.
- 21 يوليو – أذربيجان تفرض الحصار على  أرمينيا وأوبلاست مرتفعات قرة باغ.
- 23 يوليو –
  - انتخابات مجلس المستشارين في  اليابان: الحزب الديمقراطي الليبرالي الحاكم يفقد السيطرة على مجلس المستشارين، وهذا أسوأ خسارة للحزب منذ 34 سنة، وأدى إلى استقالة رئيس الوزراء أونو.
  - جوليو أندريوتي يتولى منصب رئيس الوزراء في  إيطاليا.
- 26 يوليو – محكمة فدرالية تدين روبرت تابان موريس الطالب في جامعة كورنيل، بتهمة إطلاقه فيروس حاسوب. وبذلك يكون أول شخص يدان بقانون الاحتيال والانتهاك الحاسوبي لعام 1986 في  الولايات المتحدة.
- 27 يوليو –  تايلاند: أطول حكم بالسجن في التاريخ: وهو حكم بالسجن يصدر ضد شاموي تيبياسو وشركاؤها لمدة 141078 سنة، بتهمة الاحتيال المصرفي.
- 28 يوليو – الانتخابات الرئاسية في  إيران: انتخاب أكبر هاشمي رفسنجاني رئيساً لإيران، وتغيير الدستور الإيراني لزيادة صلاحيات الرئيس.
- 31 يوليو –  لبنان:
  - حزب الله يعلن أنه شنق الكولونيل الأمريكي في المارينز وليام هيغينز، رداً على اختطاف إسرائيل القيادي في حزب الله عبد الكريم عبيد في 28 يوليو. وفي نفس اليوم يصدر مجلس الأمن التابع للأمم المتحدة القرار رقم 938 بعدم اختطاف رهائن من طرفي الصراع.
  - شركة نينتندو تصدر لعبة الفيديو المحمولة «غيم بوي» في  الولايات المتحدة.

### أغسطس

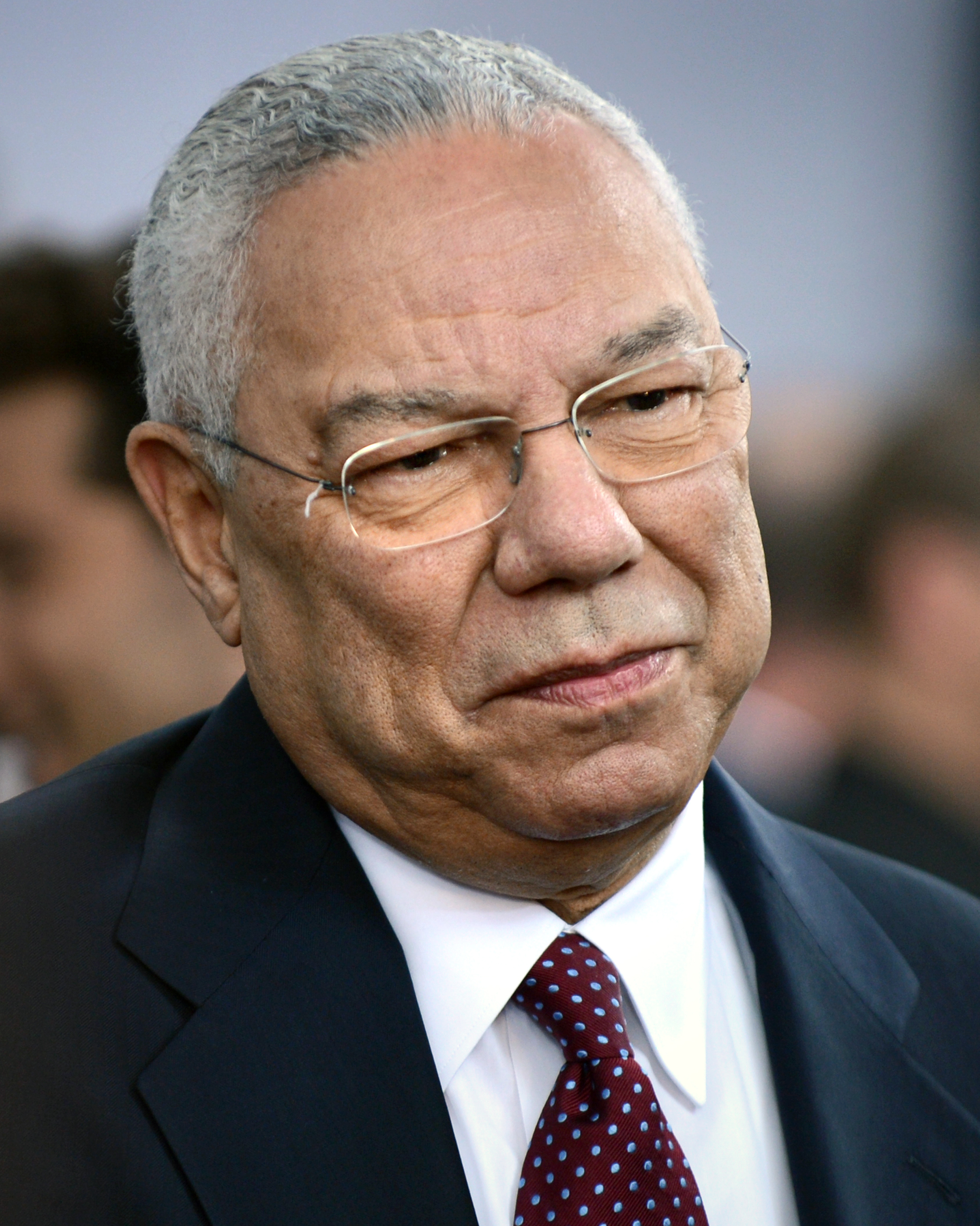
10 أغسطس - تعين الجنرال كولن باول رئيسًا لهيئه الأركان المشتركة الأمريكية

- 2 أغسطس –  باكستان تعود إلى دول الكومنولث بعدما تركته في عام 1972.
- 5 أغسطس – خايمي باز زامورا ينتخب رئيساً ل بوليفيا وتسلم المنصب في اليوم التالي.
- 7 أغسطس –
  - عضو الكونغرس الأمريكي ميكي ليلاند وخمسة عشر شخصاً آخرين يلقون حتفهم في تحطم طائرة في  إثيوبيا.
  - رؤساء خمس دول في أمريكا الوسطى يتفقون على ضرورة حل تنظيم كونترا المدعوم من قبل  الولايات المتحدة، والتي تقاتل الحكومة في  نيكاراغوا، وكذلك على طردهم من قواعدهم في هوندوراس بحلول الخامس من ديمسبر.
- 8 أغسطس –
  - استقالة رئيس وزراء  نيوزيلندا ديفيد لانغ لأسباب صحية ويخلفه جيوفري بالمر.
  - مكوك الفضاء كولومبيا يقلع في مهمة عسكرية سرية تستغرق خمسة أيام.
- 9 أغسطس –
  - توشيكي كايفو يصبح رئيساً للوزراء في  اليابان.
  - الكويكب 4768 كاستاليا أول كويكب يصور مباشرة بالرادار في مرصد أريسيبو.
  - الرئيس الأمريكي جورج بوش الأب يوقع على قانون إصلاح المؤسسات المالية وإنعاشها وإنفاذها لعام 1989، الذي يهدف إلى إنقاذ صناعة الادخار والقروض في  الولايات المتحدة، ويكون أكبر عملية إنقاذ فدرالية حتى ذلك الوقت.
- 10 أغسطس - تعين الجنرال كولن باول رئيسًا لهيئه الأركان المشتركة الأمريكية وهو أول أمريكي من أصول أمريكية يتولى هذا المنصب الرفيع في الولايات المتحدة.
- 15 أغسطس – استقالة رئيس  جنوب إفريقيا بيتر ويليم بوتا، ويخلفه دي كليرك ليكون سابع وآخر رئيس قبل نيلسون مانديلا.
- 18 أغسطس – اغتيال المرشح للرئاسة في كولومبيا لويس كارلوس غالان قرب العاصمة بوغوتا.
- 19 أغسطس –
  - الرئيس البولندي فويتشخ ياروزلسكي يرشح تاديوس مازوفيسكي لرئاسة الوزراء، وهو أول رئيس وزراء غير شيوعي منذ 42 سنة.
  - النزهة الأوروبية وهي مظاهرة سلمية على الحدود بين  النمسا و المجر.
- 19 – 21 أغسطس – كولومبيا: رداً على اغتيال المرشح الرئاسي غالان ورئيس شركة محلي وقاضي، السلطات تعتقل 11 ألف مشتبه به من تجار ومهربي المخدرات في كولومبيا.
- 20 أغسطس –
  - بيفرلي هيلز، كاليفورنيا: لايل وإريك مينديز يطلقان النار على أبويهما الثريين في بيت العائلة.
  - كارثة ماركيونيس: واحد وخمسين شخصاً يلقون حتفهم في تصادم مركبين في نهر التايمس في لندن.
- 23 أغسطس – ثورة الغناء: مليونان من سكان  إستونيا و لاتفيا و ليتوانيا وهي جمهوريات في  الاتحاد السوفيتي، يكونون سلسلة بشرية وصل طولها إلى 600 كم، مطالبين بالحرية والاستقلال، وسميت تلك السلسلة بطريق البلطيق.
  - المجر تزيل القيود الحدودية بينها وبين  النمسا.
- قضية الطيارين الأستراليين 1989: جميع الطيارين المدنيين الأستراليين وعددهم 1645 يستقيلون احتجاجاً على قيام الخطوط الجوية بفصلهم ومقاضاتهم في نزاع حول الأجور.
  - مقتل يوسف هوكينز في إطلاق نار في منطقة بينسونهيرست في بروكلين في مدينة نيويورك، يشعل توترات عرقية بين الأمريكيين الأفارقة وبين الأمريكيين الإيطاليين.
- 24 أغسطس –
  - تجار الكوكايين في  كولومبيا يعلنون الحرب الشاملة على الحكومة ويبدؤون سلسلة من التفجيرات والحرائق المتعمدة.
  - إنشاء أول شبكة قنوات تلفزيونية خاصة في  إندونيسيا وثاني شبكة تلفزيونية في البلاد، واسمها آر سي تي آي.
  - تاديوس مازوفيسكي المنتمي لحركة تضامن ينتخب رئيساً لوزراء  بولندا.
- 25 أغسطس – السفينة الفضائية فوياجر 2 تقترب من كوكب نبتون وقمره ترايتون.
- 31 أغسطس – في أعقاب الصراع التشادي الليبي الذي استمر من 1978 إلى 1987: ممثلون عن  ليبيا و تشاد يوافقون على إسناد مهمة ترسيم الحدود بينهما وتحديد ملكية قطاع أوزو الذي احتلته  ليبيا منذ عام 1973، إلى محكمة العدل الدولية.

### سبتمبر
- 6 ديسمبر –

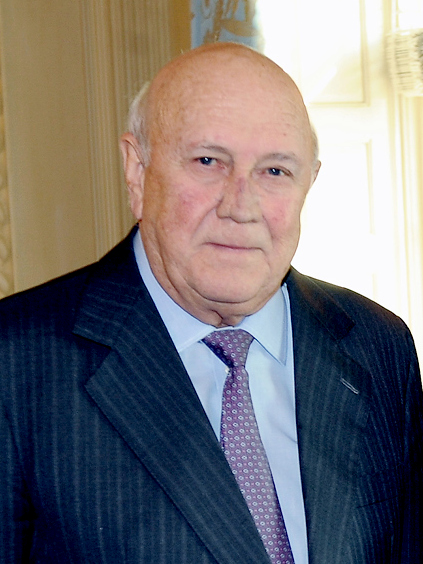
20 سبتمبر – فريديريك ويليم دي كليرك يؤدي القسم ليكون سابع وآخر رئيس لجنوب أفريقيا قبل نيلسون مانديلا

  - الانتخابات العامة في  جنوب إفريقيا 1989: آخر انتخابات تحت حكم نظام الفصل العنصري، تعيد الحزب الوطني إلى السلطة بأغلبية أقل.
  - الانتخابات العامة في |هولندا 1989: فوز حزب النداء الديمقراطي المسيحي بزعامة رود ليبرس يفوز بأربع وخمسين مقعداً، مما مكنها من تشكيل الحكومة في 7 نوفمبر بعد الدخول في ائتلاف مع حزب العمال الهولندي.
- 7 سبتمبر – ممثلون عن الحكومة الإثيوبية وانفصاليون إريتريون يلتقون في مدينة أتلانتا الأمريكية، في حضور الرئيس الأمريكي السابق جيمي كارتر، لمحاولة الوصول لاتفاق سلام.
- 10 سبتمبر –  المجر تفتح حدودها الغربية أمام اللاجئين من  ألمانيا الشرقية.
- 10 – 11 سبتمبر – حزب العمال الحاكم في  النرويج يخسر ثماني مقاعد في الانتخابات البرلمانية، في أسوأ خسارة منذ عام 1945.
- 14 سبتمبر – جوزيف ويسبيكر وهو صحفي يعاني من اضطراب عقلي، يدخل مكان عمله السابق ويقتل ثمانية أشخاص ويصيب اثني عشر آخرين، قبل أن ينتحر بعد تاريخ من التفكير في الانتحار.
- 17 – 22 سبتمبر – إعصار هوغو يجتاح الكاريبي والولايات الشرقية الجنوبية في  الولايات المتحدة، ويتسبب بمقتل 71 ودماراً قدره ثمانية مليارات دولار أمريكي.
- 18 سبتمبر – إحباط انقلاب عسكري مزعوم في  بوركينا فاسو.
- 19 سبتمبر – الكنيسة الكاثوليكية تدعو لإزالة دير كرملي، يقع قرب معسكر اعتقال أوشفيتس، والذي تضايق من وجوده بعض زعماء اليهود.
  - طائرة الرحلة 772 التابعة لشركة يو تي إيه، تنفجر فوق  النيجر ومقتل 171 شخصاً على متنها (وأعلنت منظمة الجهاد الإسلامي مسئوليتها عن الانفجار).
  - إعدام وزراء في  بوركينا فاسو بعد اعتقالهم في اليوم السابق، وهم جان بابتيست بوكاري لينغاني وهنري زونغو.
- 20 سبتمبر – فريديريك ويليم دي كليرك يؤدي القسم ليكون سابع وآخر رئيس لجنوب أفريقيا قبل نيلسون مانديلا.
- 22 سبتمبر –
  - انفجار قنبلة تابعة للجيش الجمهوري الأيرلندي في مدرسة رويال مارين للموسيقى في ديل في كنت في  المملكة المتحدة، ومقتل 11 وإصابة 22.
  - قضية دو ضد جامعة ميشيغان: محكمة في ميشيغان تصدر حكماً ضد قانون خطاب الكراهية في جامعة ميشيغان، بزعم أنه غير دستوري.
- 23 سبتمبر –
  - هدنة وقف إطلاق نار في الحرب اللبنانية الأهلية توقف العنف الذي خلف 900 قتيل منذ مارس السابق.
  - شركة نينتندو تحتفل بمرور مائة سنة على تأسيسها.
- 26 سبتمبر –  فيتنام تعلن سحب آخر قواتها من  كمبوديا، منهيةً إحدى عشر عاماً من الاحتلال.
- 30 سبتمبر –
  - حوالي سبعة آلاف ألماني من الذين قدموا إلى براغ في قطارات لاجئين خاصة، يُسمح لهم بالسفر نحو الغرب.
  - حل اتحاد سينيغامبيا الكونفدرالي بعد خلافات حدودية.

### أكتوبر

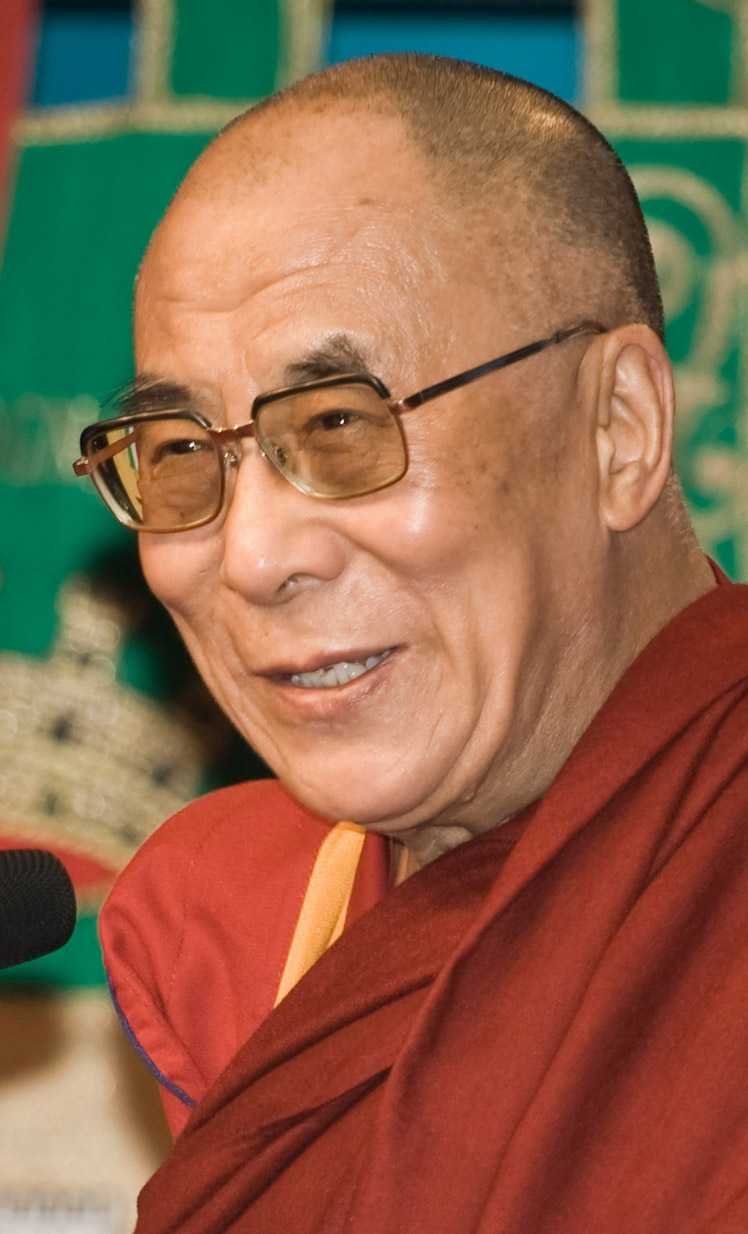
5 أكتوبر – الدلاي لاما تينزن غياتسو يفوز بجائزة نوبل للسلام

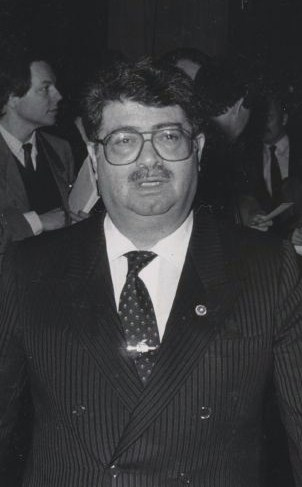
31 أكتوبر - انتخاب توركوت أوزال ليكون الرئيس الثامن لتركيا

- الحرب الباردة: البيريسترويكا – سلسة مطاعم ناثانز فيماس تفتح مطعماً للهوت دوغ في موسكو.
- 1 أكتوبر –  الدنمارك: تشريع للسماح بالزواج القانوني بين المثليين (اتحاد مدني)، وهو أول تشريع من نوعه في العالم.
- 3 أكتوبر –
  - إحباط انقلاب عسكري ضد مانويل نورييغا في  بنما.
  - حكومة  ألمانيا الشرقية تغلق الحدود مع تشيكوسلوفاكيا لمنع تدفق المهاجرين إلى الغرب.
- 5 أكتوبر – الدلاي لاما تينزن غياتسو يفوز بجائزة نوبل للسلام.
- 7 أكتوبر –
  - حزب العمال الاشتراكي الشيوعي المجري يصوت لإعادة تنظيم نفسه تحت اسم الحزب الاشتراكي المجري.
  - أول مظاهرة ضخمة ضد الحكم الشيوعي في  ألمانيا الشرقية تبدأ في مدينة |بلاوين (قرب الحدود مع  ألمانيا الغربية و تشيكوسلوفاكيا)، مشعلةً سلسلة من المظاهرات في  ألمانيا الشرقية كلها والتي أدت في النهاية إلى إعادة توحيد  ألمانيا في 1990.
- 9 أكتوبر –
  - وكالة أخبار رسمية في  الاتحاد السوفيتي تنشر تقريراً عن هبوط طبق طائر في مدينة فارونيش في جنوب غرب  روسيا.
  - متظاهرون في مدنية لايبزغ في ألمانيا الشرقية يطالبون بتقنين جماعات المعارضة وبإصلاحات ديمقراطية.
- 13 أكتوبر –
  - الانهيار الصغير في الجمعة في الثالث عشر: مؤشر داو جونز الصناعي يفقد 190.58 نقطة أو 6.91 في المائة ليغلق عند 2.569 نقطة، بعد انهيار سوق القروض ذات العائد المرتفع.
  - استقالة غرو هارلم برونتلاند زعيمة حزب العمال النرويجي من منصبها كرئيسةٍ للوزراء. ويخلفها يان بي سيسه زعيم حزب المحافظين في 16 أكتوبر.
- 15 أكتوبر – إطلاق سراح والتر سيسولو (أحد قيادات المؤتمر الوطني الإفريقي) من سجنه في  جنوب إفريقيا.
- 17 أكتوبر – زلزال لوما بريتا بقوة 6.9 درجة يضرب منطقة خليج سان فرانسيسكو والساحل المركزي، ومقتل ثلاثة وستين شخصاً، وتأجيل السلسة العالمية 1989 في كرة القاعدة لمدة عشرة أيام كنتيجة لذلك الزلزال.
- 18 أكتوبر –
  - الزعيم الشيوعي لألمانيا الشرقية إريش هونيكر، يضطر لترك منصبه رئيساً للجمهورية بعد سلسلة من المشاكل الصحية، ويخلفه إيغون كرينتس.
  - الجمعية الوطنية في المجر تصوت على إعادة الديمقراطية متعددة الأحزاب.
  - ناسا تطلق مسبار الفضاء جاليليو في مهمة لدراسة كوكب المشتري.
- 19 أكتوبر – إطلاق سراح رباعي غيلدفورد بعد سجنهم لمدة 14 عاماً في السجون البريطانية، وكانوا اتهموا بتفجيرات ارتكبها الجيش الجمهوري الأيرلندي.
- 21 أكتوبر – رؤساء حكومات دول الكومنولث يصدرون إعلان لانغكاوي حول البيئة، لجعل الاستقرار البيئي من أولويات دول الكومنولث.
- 23 أكتوبر –
  - الرئيس المجري ماتياس سوروس يعلن رسمياً قيام جمهورية  المجر لتحل محل جمهورية المجر الشعبية، بعد 33 عاماً بالضبط من ثورة المجر عام 1956.
  - كارثة فيليبس: انفجار مصنع كيماويات في باسادينا في تكساس، يقتل 23 ويجرح 314 آخرين.
- 24 أكتوبر – اندلاع أعمال عنف في بهاغالبور في ولاية بيهار في  الهند، ومقتل ألف شخص.
- 26 أكتوبر –  المملكة المتحدة: استقالة نايجل لوسون من منصب مستشار الخزانة.
- 28 أكتوبر – قانون حماية علم الولايات المتحدة يدخل حيز التنفيذ، ومظاهرات ضخمة في سياتل ونيويورك.
- 30 أكتوبر – شون آيكمان وديف بلالوك ودريد سكوت وجوي جونسون، يحرقون أعلاماً أمريكية على سلالم مبنى الكابيتول الأمريكي للاحتجاج على قانون حماية العلم.
- 31 أكتوبر –
  - الجمعية الوطنية الكبرى ل تركيا تنتخب رئيس الوزراء توركوت أوزال ليكون الرئيس الثامن لتركيا.
  - نصف مليون يتظاهرون في مدينة لايبزج في  ألمانيا الشرقية.

### نوفمبر

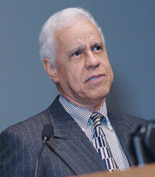
7 نوفمبر – انتخاب دوغلاس وايلدر حاكماً لولاية فرجينيا، ويصبح أول أمريكي من أصول أفريقية يتولى منصب حاكم في

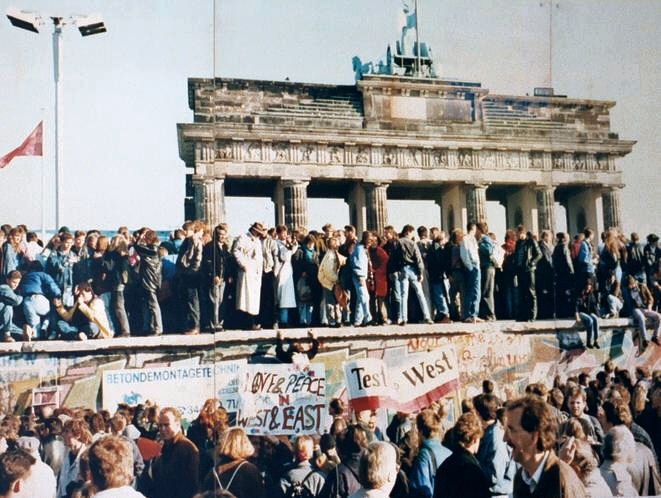
9 نوفمبر – سقوط جدار برلين

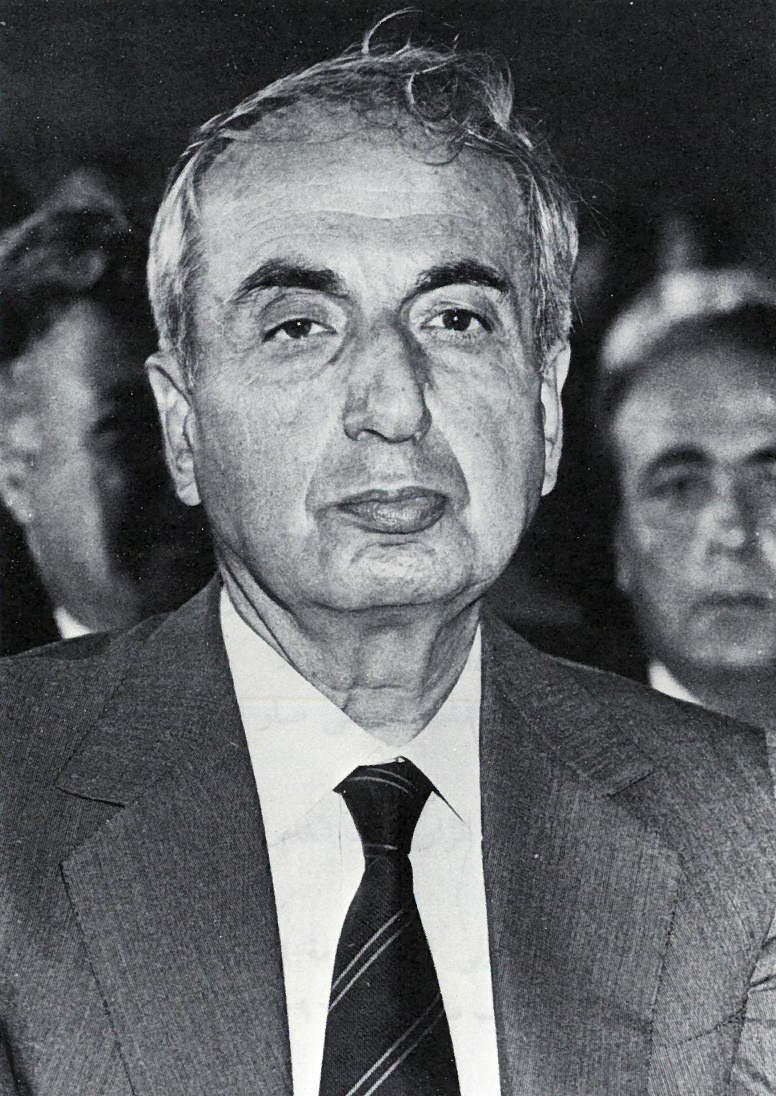
22 نوفمبر – اغتيال الرئيس اللبناني رينيه معوض (في الصورة)

- إنشاء أول خط إنترنت تجاري في أمريكا الشمالية على يد شركة ذا وورلد The World أول شركة مزودة لخدمة الإنترنت تجارية في العالم.
- 1 نوفمبر –
  - رئيس  نيكاراغوا ينهي هدنة إطلاق النار مع تنظيم كونتراس المدعوم من  الولايات المتحدة، وكانت تلك الهدنة بدأت في أبريل 1988.
  - إعادة فتح الحدود بين ألمانيا الشرقية وتشيكوسلوفاكيا.
- 3 نوفمبر – اللاجئون من ألمانيا الشرقية يصلون إلى مدينة هوف في  ألمانيا الغربية بعد السماح لهم بعبور  تشيكوسلوفاكيا.
- 4 نوفمبر –
  - إعصار غاي يجتاح إقليم تشامفون في  تايلاند.
  - نصف مليون يتظاهرون في ميدان ألكسندر في برلين الشرقية ضد الحكم الشيوعي في ألمانيا الشرقية.
- 6 نوفمبر – إنشاء منظمة التعاون الاقتصادي الأسيوي الباسيفيكي APEC.
- 7 نوفمبر –
  - انتخاب دوغلاس وايلدر حاكماً لولاية فرجينيا، ويصبح أول أمريكي من أصول أفريقية يتولى منصب حاكم في  الولايات المتحدة.
  - انتخاب ديفيد دينكنز أول أمريكي من أصول أفريقية لمنصب عمدة مدينة نيويورك.
  - استقالة الحكومة الشيوعية في ألمانيا الشرقية، لكن يبقى إيغون كرينتس زعيم حزب الوحدة الاشتراكي رئيساً للدولة.
- 9 نوفمبر –
  - سقوط جدار برلين: غونتر شابوفسكي يصرح في مؤتمر صحفي مذاع على الهواء مباشرةً، أن قوانين جديدة للسفر من ألمانيا الشرقية إلى ألمانيا الغربية ستدخل حيز التنفيذ فوراً. وتفتح ألمانيا الشرقية نقاط التفتيش في جدار برلين للسماح للمواطنين بالسفر بحرية إلى ألمانيا الغربية للمرة الأولى منذ عقود (ويحتفل الألمان في 17 نوفمبر بسقوط جدار برلين).
  - يلدريم أكبولوت من حزب الوطن الأم في  تركيا يشكل الحكومة الجديدة.
- 10 نوفمبر – بعد خمس وأربعين سنة من الحكم الشيوعي في  بلغاريا، يتم تغيير اسم الحزب الشيوعي البلغاري إلى الحزب الاشتراكي البلغاري، وذلك على يد بيتار ملادينوف الذي خلف تودور جيكوف زعيماً للحزب.
  - غابي كينارد تصبح أول امرأة أسترالية تطير حول العالم منفردة.
- 12 نوفمبر –  البرازيل تنظم أول انتخابات رئاسية حرة منذ عام 1960. وبذلك تكون جميع دول أمريكا الأيبيرية قد انتخبت حكومات دستورية ما عدا  كوبا.
- 13 نوفمبر – هانس آدم الثاني يتوج أميراً لولاية لشتنشتاين بعد وفاة والده الأمير فرانتس يوزف الثاني.
- 14 نوفمبر – الانتخابات في  ناميبيا: فوز المنظمة الشعبية لجنوب غرب أفريقيا.
- 15 نوفمبر –
  - ليخ فاونسا زعيم حركة تضامن في بولندا، يلقي خطاباً في جلسة مشتركة للكونغرس الأمريكي.
  - الانتخابات البرازيلية: فوز فرناندو كولور دي ميلو ولويس إيناثيو دا سيلفا في الجولة الأولى، وتقدمهم للجولة الثانية التي ستعقد في الشهر التالي.
- 16 نوفمبر –
  - مقتل ستة قساوسة يسوعيين على يد جنود في السلفادور.
  - افتتاح أول محل مستحضرات تجميل أمريكي في الاتحاد السوفيتي في موسكو. وهو تابع لسلسلة إستيه لوديه.
  - رئيس جنوب أفريقيا ديك ليرك يعلن إلغاء قانون الفصل في المرافق العامة.
  - اليونسكو يتبنى (بيان إشبيلية حول العنف) في الجلسة الخامسة والعشرين في مؤتمرها العام.
- 17 نوفمبر – الثورة القرمزية: مظاهرة طلابية سلمية في براغ في  تشيكوسلوفاكيا، تقمع بالعنف. ويشعل ذلك ثورة تهدف إلى الإطاحة بالحكم الشيوعي (وتنجح في ذلك في 29 ديسمبر).
- 20 نوفمبر – الثورة القرمزية: تجمع أعداد من المتظاهرين السلميين في براغ في تشيكوسلوفاكيا، وتزداد أعدادها من 200 ألف في اليوم السابق إلى نصف مليون متظاهر.
- 21 نوفمبر – أعضاء الجمعية التأسيسية في ناميبيا يبدأون في كتابة دستور ناميبيا والذي سيكون الدستور الجديد لناميبيا المستقلة.
- 22 نوفمبر – مقتل الرئيس اللبناني رينيه معوض في انفجار قنبلة استهدفت موكبه في غرب بيروت.
- 24 نوفمبر – استقالة الأمين العام ميلوش ياكيش وقادة آخرين من الحزب الشيوعي في تشيكوسلوفاكيا ويخلفه كاريل أوربانيك، وذلك بعد أسبوع من المظاهرات المطالبة بانتخابات حرة وإصلاحات أخرى.
- 26 نوفمبر – الانتخابات العامة في  الأوروغواي: انتخاب لويس ألبرتو لاكاله رئيساً لأوروغواي.
- 27 نوفمبر – كارتل ميديلين لتهريب المخدرات في  كولومبيا يفجر طائرة الرحلة 203 التابعة لشركة طيران أفيانكا الكولومبية، في محاولة فاشلة لقتل المرشح الرئاسي لانتخابات عام 1990 سيزار غافيريا تروخيللو.
- 28 نوفمبر – الثورة القرمزية – الحزب الشيوعي في تشيكوسلوفاكيا ويعلن أنه سيتخلى عن احتكار السلطة السياسية (وستعقد الانتخابات في ديسمبر سيتولى الحكم أول حكومة غير شيوعية في تشيكوسلوفاكيا منذ أكثر من أربعين عاماً).
- 29 نوفمبر – راجيف غاندي يستقيل من منصب رئيس وزراء  الهند بعدما خسر حزبه المؤتمر الوطني الهندي نصف مقاعده في الانتخابات العامة الهندية في عام 1989.
- 30 نوفمبر – ألفريد هيرنهاوزن عضو مجلس إدارة بنك دويتشه بانك يُقتل بتفجير قنبلة (وتعلن جماعة الجيش الأحمر مسئوليتها عن القتل).

### ديسمبر
- 1 ديسمبر –

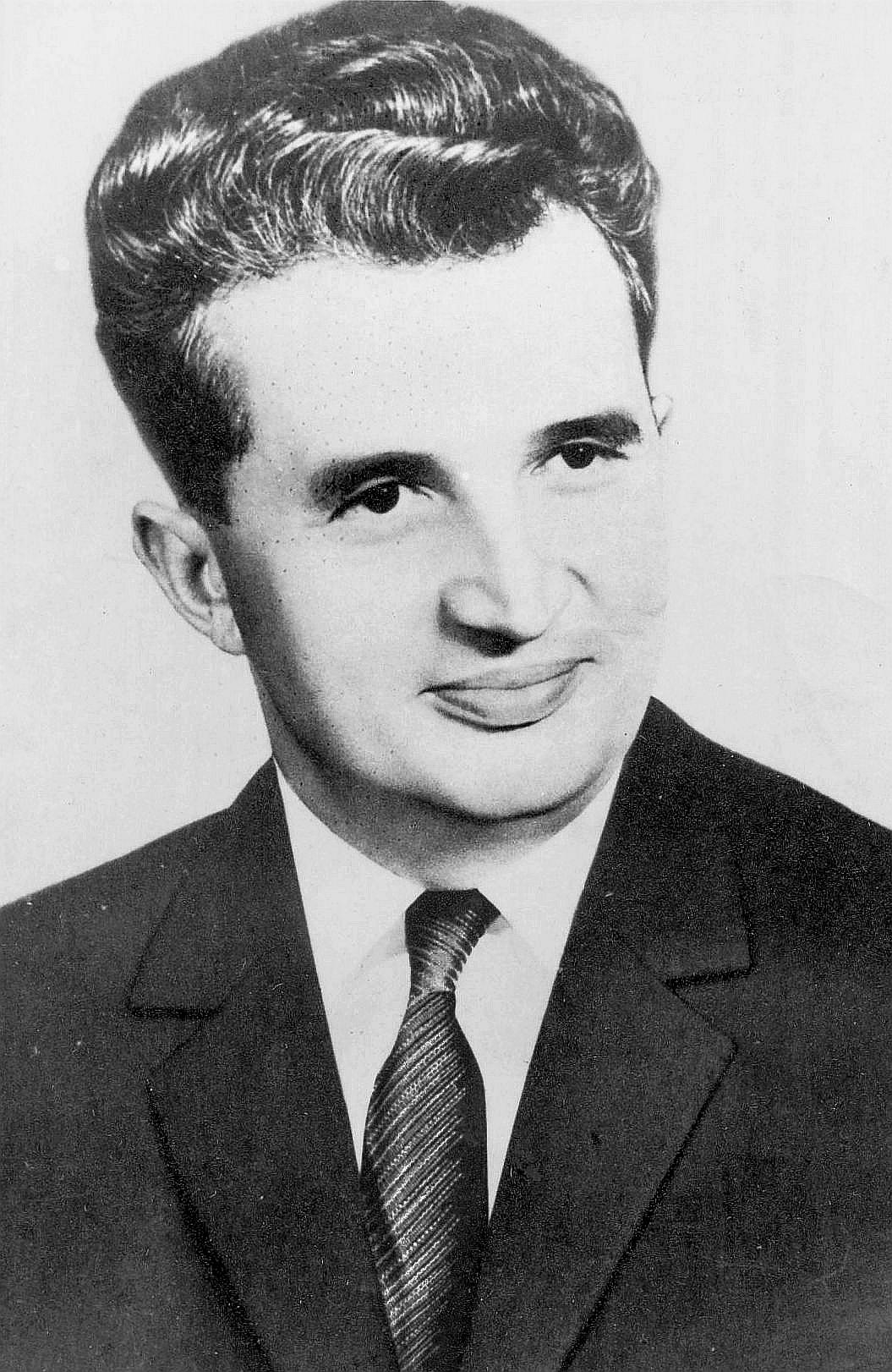
22 ديسمبر – الثورة في رومانيا تطيح بالزعيم الشيوعي نيكولاي تشاوتشيسكو (في الصورة)، وسيعدم في 25 ديسمبر

  - البابا يوحنا بولس الثاني يجتمع مع الأمين العام للاتحاد السوفيتي ميخائيل غورباتشوف، ويطالبه بحرية دينية أكبر من أجل المواطنين في الاتحاد السوفيتي.
  - برلمان ألمانيا الشرقية يلغي التعديل الدستوري الذي منح حزب الوحدة الاشتراكي (المسيطر عليه من قبل الشيوعيين) احتكار السلطة. ويستقيل إيغون كرينتس والمكتب السياسي واللجنة المركزية بعد يومين.
  - بدء محاولة انقلاب عسكري في  الفلبين ضد حكومة الرئيسة كورازون أكوينو. ويتم إحباطها بتدخل الولايات المتحدة في 9 ديسمبر.
- 2 ديسمبر – تحطم القمر الصناعي للبحث العلمي التابع لمهمة سولار ماكسيموم في طريق عودته إلى الأرض، وكان أطلق في عام 1980.
  - في بي سينغ يولى منصب رئيس وزراء  الهند.
  - الانتخابات التشريعية في  الصين: يشهد حزب الكومنتانغ (الحزب القومي الصيني في تايوان) أسوأ نتيجة انتخابية له منذ أربعين سنة، ويفوز فقط بنسبة 53% من التصويت الشعبي.
  - التمرد الشيوعي في ماليزيا ينتهي باتفاقية سلام. ويتم حل الحزب الشيوعي الماليزي، ويبقى تشين بنغ في المنفى في تايلند حتى وفاته في عام 2013.
- 3 ديسمبر –
  - استقالة جميع قادة حزب الوحدة الاشتراكي في ألمانيا الشرقية بما فيهم إيغون كرينتس.
  - الحرب الباردة: قمة مالطا – في اجتماع أمام سواحل مالطا بين الرئيس الأمريكي جورج بوش الأب والزعيم السوفيت ميخائيل غورباتشوف، يدليان بتصريحات تشير إلى احتمالية نهاية الحرب الباردة بين الدولتين.
- 3 ديسمبر – استقالة رئيس وزراء  الأردن زيد بن شاكر ويخلفه مضر بدران.
- 6 ديسمبر –
  - كارتل ميديلين لتهرب المخدرات في  كولومبيا يفجر مبنى تابع للأمن في بوغوتا ومقتل 52 وإصابة حوالي ألف.
  - استقالة إيغون كرينتس من منصب رئيس مجلس الدولة لجمهورية ألمانيا الديمقراطية، ويخلفه مانفريد غيرلاخ أول مسئول غير شيوعي يتولى ذلك المنصب.
  - مذبحة مدرسة البوليتيكنيك في مونتريال: مارل لوبين المعادي للحركة النسوية يقتل 14 شابة في مدرسة البوليتيكنيك في مونتريال في  كندا.
- 7 ديسمبر –
  - استقالة لاديسلاف أداميك من منصب رئيس وزراء تشيكوسلوفاكيا، ويخلفه ماريان كالفا في 10 ديسمبر.
  - ثورة الغناء: جمهورية ليتوانيا الاشتراكية السوفيتية تصبح أول جمهوريات الاتحاد السوفيتي التي تلغي احتكار الحزب الشيوعي للسلطة.
- 9 ديسمبر – حزب الوحدة الألماني ينتخب المصلح غريغور غيزي زعيماً للحزب.
- 10 ديسمبر –
  - رئيس تشيكوسلوفاكيا غوستاف هوساك يؤدي القسم في حكومة جديدة غير شيوعية، ثم يستقيل مباشرة من منصبه كرئيس للدولة.
  - تساخيغيان إلبيغدوري يعلن تأسيس الحركة الديمقراطية في  منغوليا، والتي غيرت بشكل سلمي ثاني أقدم دولة شيوعية إلى الديمقراطية.
  - 11 ديسمبر – البعثة الاستكشافية الدولية في أنتاركتيكا، وهي عبارة عن ستة مستكشفين من ستة دول، تصل إلى القطب الجنوبي.
- 14 ديسمبر – أول انتخابات حرة في تشيلي منذ ستين عاماً، وانتخاب باتريشيو أيلوين رئيساً للدولة.
- 15 ديسمبر – مقتل بارون المخدرات خوسيه غونزالو رودريغيز غاشا على يد الشرطة الكولومبية.
- 17 ديسمبر –
  - اندلاع الثورة الرومانية في تيميشوار حين يقتحم مثيرو الشغب مبنى اللجنة الإقليمية للحزب الشيوعي الروماني ويحدوثون أضراراً جسيمة، وتفشل محاولاتهم في إشعال المباني بتدخل القوات العسكرية.
  - الجولة الثانية للانتخابات الرئاسية في  البرازيل: فوز فرناندو كولور دي ميلو، وتبدأ فترة رئاسته في 1990.
  - بث أولى حلقات مسلسل «عائلة سمبسون» The Simpsons على شبكة تلفزيون فوكس في  الولايات المتحدة.
- 19 ديسمبر – إضراب العمال في مدن  رومانيا احتجاجاً على النظام الشيوعي.
- 20 ديسمبر – الغزو الأمريكي لبنما: الولايات المتحدة تغزو بنما (عملية القضية العادلة) كمحاولة للإطاحة بديكتاتور  بنما مانويل نورييغا.
- 21 ديسمبر – نيكولاي تشاوشيسكو يلقي خطاباً أمام حشد من 110 ألف شخص خارج مقر الحزب الشيوعي الروماني في العاصمة بوخارست. ويبدأ الحشد في التظاهر ضد تشاوشيسكو ويخطب فيهم لتهدئتهم.
- 22 ديسمبر –
  - سقوط الحكم الشيوعي في رومانيا وهروب الرئيس نيكولاي تشاوتشيسكو وزوجته من القصر الرئاسي في طائرة مروحية بعد اقتحامه من قبل الثوار.
  - جماهير الألمان الشرقيين يقتحمون بوابة براندنبورغ إحدى بوابات جدار برلين.
- تأسيس نادي المنطقة الشرقية الأدبي.
- 23 ديسمبر – إلقاء القبض على نيكولاي تشاوشيسكو وزوجته إيلينا تشاوشيسكو في ترجوفيشت.
- 25 ديسمبر –
  - إعدام نيكولاي تشاوشيسكو وزوجته إيلينا.
  - حاكم بنك اليابان يعلن عن رفع كبير في نسبة الفائدة مؤديًا إلى القمة وبالتالي أنهيار اقتصاد الفقاعة.
- 28 ديسمبر – زلزال بقوة 5.6 درجة يضرب نيوكاسل في ولاية نيوساوث ويلز في أستراليا، ومقتل 13 شخص.
- 29 ديسمبر –
  - انتخاب الكاتب المسرحي والفيلسوف فاكلاف هافل كأول رئيس غير شيوعي لتشيكوسلوفاكيا.
  - اندلاع أعمال شغب بعدما قررت هونغ كونغ إعادة اللاجئين الفيتناميين بالقوة.
  - مؤشر نيكاي 225 في بورصة طوكيو يقترب من تحطيم الرقم القياسي وهو 38.957 نقطة، ويغلق عند نقطة 38.915.
- 31 ديسمبر – الرئيس البولندي يوقع خطة بالسيروفيتش، منهياً النظام الشيوعي في بولندي لصالح النظام الرأسمالي، ويمهد ذلك للخروج من حلف وارسو.

### بلا تاريخ محدد

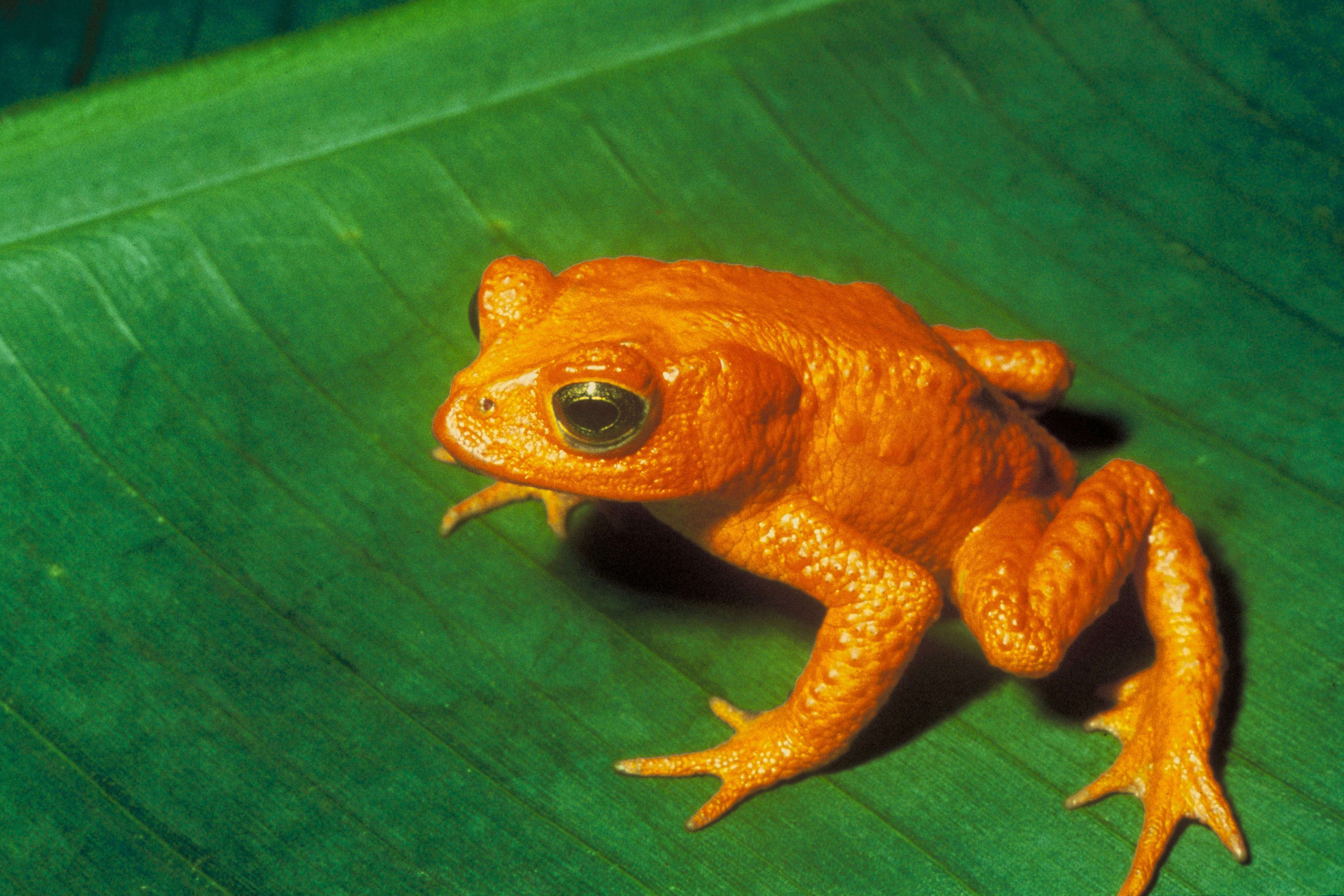
1989 - انقراض العلجوم الذهبي

- بداية الصراع الجورجي الأبخازي في 1989 والتي انتهت في 1993.
- نهاية حروب الهند الصينية في 1989 والتي بدأت في 1946.
- أول خلية تابعة للقاعدة في  الولايات المتحدة تبدأ العمل في نيويورك.
- الولايات المتحدة تغادر سفارتها في كابول عاصمة  أفغانستان، وستعود إليها في أواخر عام 2001.
- تجريم العلاقات الجنسية الشاذة بالتراضي بين البالغين في ولاية أستراليا الغربية.
- إنشاء أول حديقة وطنية في  هولندا في شيرمونيكوغ.
- إنشاء المعهد الوطني للتعليم المفتوح في وزارة تنمية الموارد البشرية في الحكومة الهندية.
- ريتشارد كونكان يقدم نظرية أولدوفاي حول انهيار الحضارة الصناعية.
- انقراض العلجوم الذهبي وهو نوع من الضفادع.
- التركيز العالمي لثاني أوكسيد الكربون في الغلاف الجوي يصل إلى 350 جزء من المليون.
- الجيش الجنوب أفريقي يفكك آخر أسلحته النووية.

## مواليد

### يناير
- 3 يناير - ندى عادل، ممثلة مصرية
- 6 يناير - شيوري ميكامي، ممثلة ومؤدية أصوات يابانية
- 30 يناير - نواف الفجي، ممثل كويتي

### فبراير
- 2 فبراير - طارق عبدو، ممثل سوري
- 4 فبراير - ناومي أوزورا، ممثلة ومؤدية أصوات يابانية
- 5 فبراير - ساره إمي بريدكات، ممثلة ومؤدية أصوات يابانية
- 21 فبراير - كوربن بلو، ممثل ومغني أمريكي.
- 25 فبراير - كانا هانازاوا، ممثلة ومؤدية أصوات يابانية
- 26 فبراير - عزة زعرور، مقدمة برامج ومذيعة فلسطينية

### مارس
- 5 مارس - جو تومسون، لاعب كرة قدم بريطاني
- 8 مارس - إريكو ماتسوي، ممثلة ومؤدية أصوات يابانية
- 15 مارس - دانا جبر، ممثلة سورية
- 23 مارس - عمر السومة، لاعب كرة قدم سوري
- 25 مارس - سكوت سينكلير، لاعب كرة قدم إنجليزي.
- 27 مارس - نادين خماش، إعلامية فلسطينية
- 30 مارس - دايكي هامانو، ممثل ومؤدي أصوات ياباني
- 30 مارس - أمل العوضي، ممثلة كويتية

### أبريل
- 18 أبريل - الوليد بن خالد، أحد أفراد الاسرة الحاكمة السعودية.

### مايو
- 2 مايو - ريوييا أويدا، لاعب كرة قدم ياباني سابق
- 5 مايو - كويوهارو غوتوغي، مانجاكا يابانية
- 19 مايو - يوريكا كوبو، ممثلة ومؤدية أصوات يابانية
- 22 مايو - شو تاكاجي، لاعب كرة قدم ياباني سابق
- 23 مايو - نوفاك بوشكوفيتش، لاعب كرة يد صربي
- 30 مايو - يوي إيشيكاوا، ممثلة ومؤدية أصوات يابانية

### يونيو
- 3 يونيو - ميغومي هان، مؤدية أصوات يابانية
- 5 يونيو - ميغومي ناكاجيما، مغنية ومؤدية أصوات يابانية
- 21 يونيو - أبو بكر كاكي، عداء سوداني
- 23 يونيو - أيانا تاكيتاتسو، مؤدية أصوات يابانية
- 26 يونيو - مصطفى سعد الدين، ممثل سوري

### يوليو
- 9 يوليو - كيونو ياسونو، ممثلة ومؤدية أصوات يابانية
- 17 يوليو - لارا نبهان، مذيعة وصحيفة لبنانية
- 20 يوليو - فرح يوسف، مغنية سورية

### أغسطس
- 11 أغسطس - رشا بلال، ممثلة سورية.
- 14 أغسطس - شهد برمدا، مغنية سورية

### سبتمبر
- 2 سبتمبر - أليكساندر باتو، لاعب كرة قدم برازيلي.
- 3 سبتمبر - محمود الحسنات، داعية فلسطيني
- 14 سبتمبر - ينال منصور، ممثل سوري
- 26 سبتمبر - نسمة محجوب، مغنية مصرية
- 27 سبتمبر - رومي أوكوبو، مؤدية أصوات يابانية
- 29 سبتمبر - ماكوتو فوروكاوا، ممثل ومؤدي أصوات ياباني
- 30 سبتمبر - رهف شقير، ممثلة سورية

### أكتوبر
- 1 أكتوبر - عبد الرحمن دندشي، مخرج ومقدم برامج سوري
- 5 أكتوبر - كينشو أونو، ممثل ومؤدي أصوات ياباني
- 25 أكتوبر - هبة حيدري، إعلامية ومذيعة سورية

### نوفمبر
- 11 نوفمبر - رينا تاناكا، ممثلة ومغنية يابانية
- 11 نوفمبر - تشياكي أوميغاوا، ممثلة ومؤدية أصوات يابانية
- 17 نوفمبر - غابرييل مالكي، ممثل سوري
- 30 نوفمبر - أحمدو أهيجو، رئيس الكاميرون.

### ديسمبر
- 8 ديسمبر - غنوة محمود، ممثلة لبنانية
- 13 ديسمبر - تايلور سويفت، مغنية وكاتبة أغاني وممثلة أمريكية.
- 15 ديسمبر - تومو موراناكا، ممثلة ومؤدية أصوات يابانية
- 16 ديسمبر - فيرا نيبولسينا لاعبة شطرنج روسية وحاملة لقب (WGM)
- 20 ديسمبر - مايكل فان بوبيل، صحفي هولندي.
- 26 ديسمبر - سورا توكوي، ممثلة ومؤدية أصوات يابانية
- 27 ديسمبر - مآيا أوتشيدا، مؤدية أصوات يابانية
- 31 ديسمبر - رشا إبراهيم، ممثلة سورية
- 31 ديسمبر - أياكا فوكوهارا، ممثلة ومؤدية أصوات يابانية

## وفيات
- تيد بندي
- أندريه جروميكو
- أندريه ديمترفيتش ساخاروف
- أوسامو تيزوكا
- أيمن الرزة
- إبراهيم عبد الرازق
- إرفينغ برلين
- إم. كينج هوبرت
- إميليو سيغري
- بروس شاتوين
- بيت ديفيس
- بيريز برادو
- تشارلز بيدرسن
- تشارلز ه .راسل
- توماس برنهارد
- جلال الدين النقاش
- جورج بيدل
- جورج شحادة
- جوسيبي أنتونيني
- جون كاسافيتز
- جون هيكس
- جيمي ميرفي
- حامد ربيع
- حسن خالد
- حسن عابدين
- حسن فتحي
- دومينيك بيهان
- رخا
- ريكاردو موراندي
- رينيه معوض
- سعيد السيد بدير
- سعيد المفتي
- سعيد حوى
- سلفادور دالي
- سوني ليندستورم
- شافية رشدي
- صمويل بيكيت
- طاهر أبو فاشا
- عباس بن الشيخ الحسين
- عبد السلام زقلام
- عبد اللطيف التلباني
- عبد الله جنون
- عبد الله عزام
- عبد الله كنون
- عبد المحسن بن صالح الرشيد
- غالب هلسة
- غايتانو شيريا
- فرديناند ماركوس
- فوزي المجادي
- كاتب ياسين
- كامل حنا ججو
- كونوسكه ماتسوشيتا
- لي فان كليف
- مارك ليباين
- ماكس غرونديغ
- محمد مرسي أحمد
- مصطفى كاتب
- مولود معمري
- ميشيل عفلق
- ميل بلانك
- ناظم القادري
- نيكولاي تشاوتشيسكو
- هيروهيتو
- وصفي ميرزا
- ويليام شوكلي
- يو ميهالي
- عبد الرحمن قاسملو
- عبد السلام زقلام
- عبد اللطيف التلباني
- عبد الله بن إبراهيم الأنصاري
- عبد الله جنون
- عبد الله عزام
- عبد الله كنون
- عبد المحسن تركي السالم
- عدنان خير الله
- عصام نور الدين العباسي
- عمر علي سيف الدين الثالث

### يناير
- 21 يناير - محمود نامجو، رافع أثقال إيراني. فاز بثلاث ميداليات ذهبية.

### يونيو
- 3 يونيو - روح الله الخميني، رجل دين وفيلسوف وكاتب وسياسي ومرجع ديني شيعي إيراني والقائد السابق للثورة الإسلامية في إيران.

## جوائز عالمية

### جائزة نوبل
- في الفيزياء – الألماني ولفجانج باول والأمريكيان نورمان رامسي وهانز ديملت.
- في الكيمياء – الأمريكيان سيدني ألتمان وتوماس تشيك.
- في الطب – الأمريكيان مايكل بيشوب وهارولد فرموس.
- في الأدب – الإسباني كاميلو خوسيه ثيلا.
- في السلام – التبتي الدالاي لاما الرابع عشر.
- في الاقتصاد – النرويجي ترجيف هافليمو.

### جائزة الملك فيصل العالمية
- في خدمة الإسلام – المصري محمد الغزالي.
- في الدراسات الإسلامية – العراقي صالح أحمد العلي.
- في اللغة العربية والأدب – مناصفة بين السوري شاكر الفحام والمصري يوسف عبد القادر خليف.
- في الطب – مناصفة بين البريطاني روبرت إدواردز والأمريكي ليوجي ماستريوني.
- في العلوم – مناصفة بين الألماني تيودور هانش والمصري أحمد زويل.